# بنية تحتية للدراجات

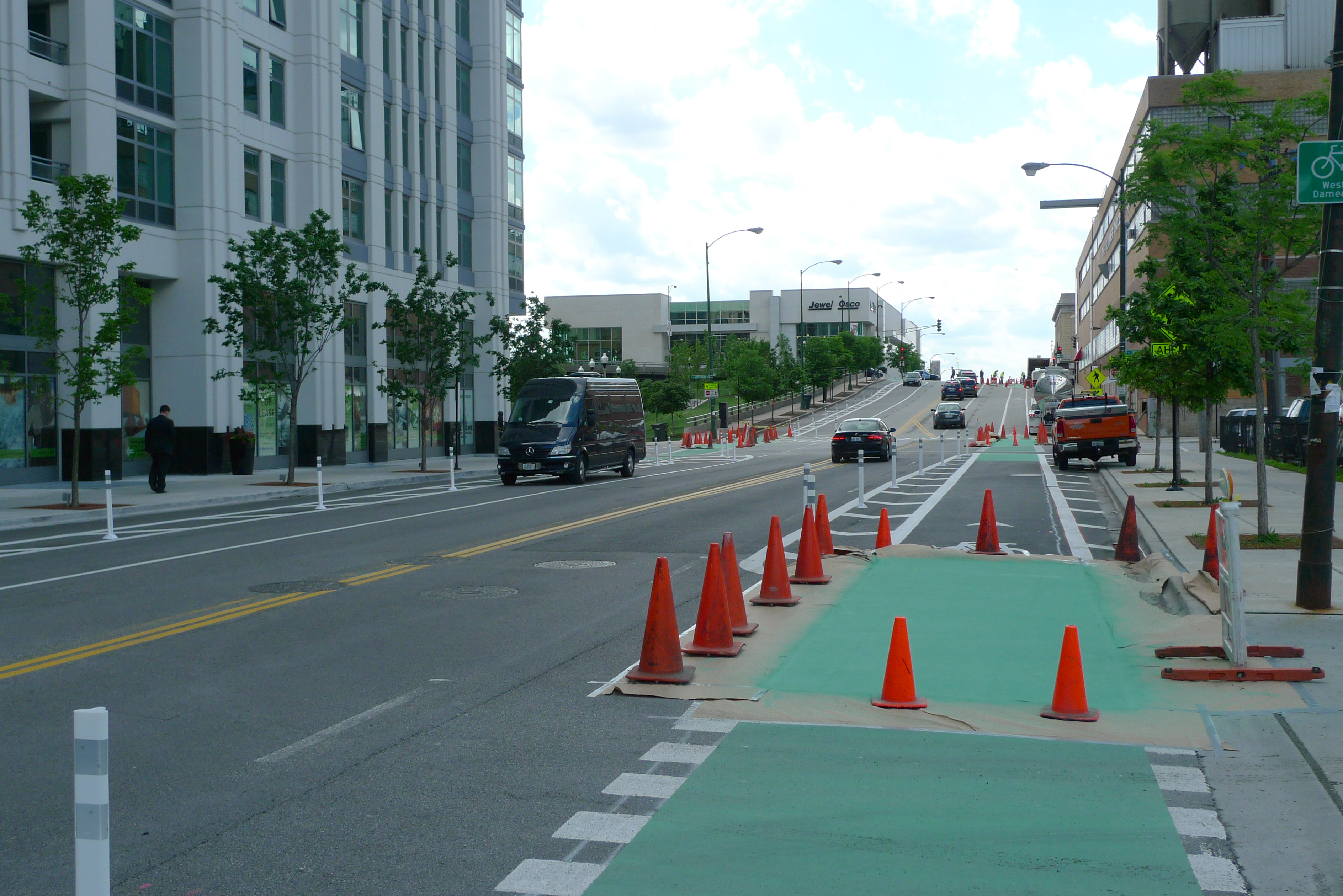
وضع البنية التحتية لركوب الدراجات في شيكاغو، إلينوي.

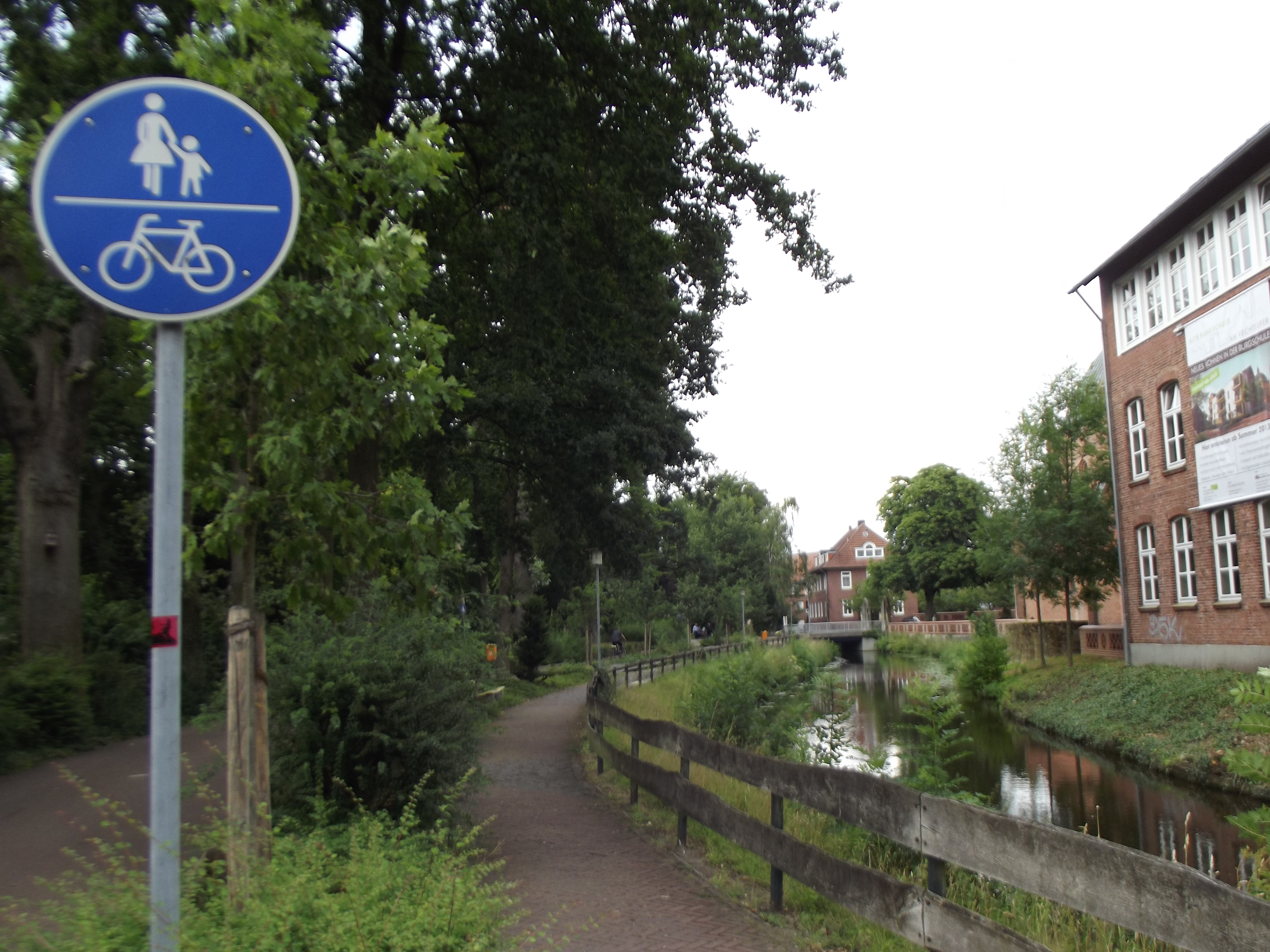
إشارات غرين، المتاخمة على غراخت في من نورد هورن، ألمانيا

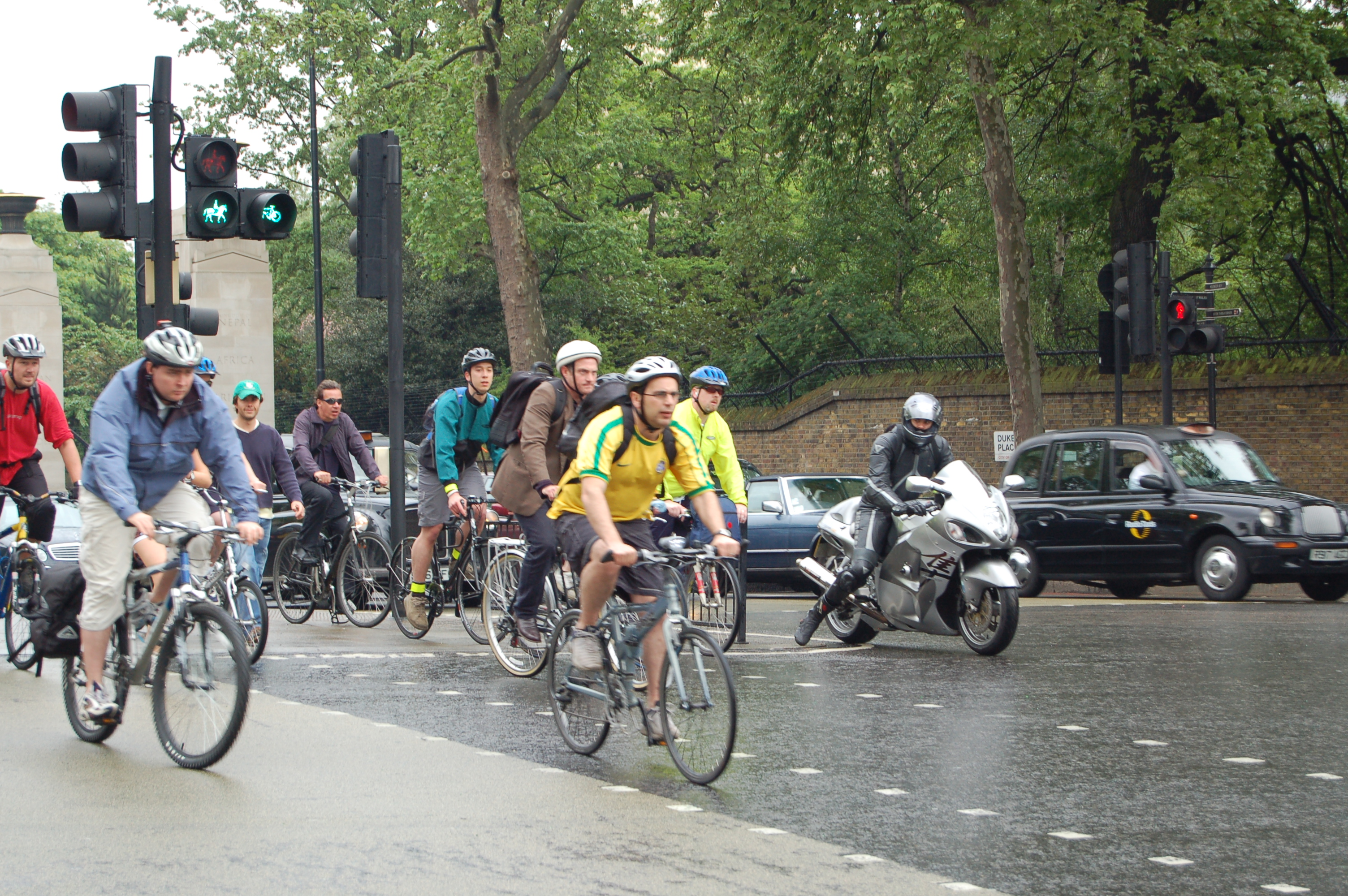
يستخدم راكبو الدراجات قطعًا منعزلاً من خلال تقاطع مزدحم في لندن في ساعة الذروة.

البنية التحتية للدراجات (بالإنجليزية: Cycling infrastructure)‏ وهي جميع البنية التحتية المسموح باستخدامها من قبل راكبي الدراجات، بما في ذلك شبكة الطرق والشوارع التي يستخدمها سائقي السيارات، باستثناء الحالات التي يتم فيها استبعاد راكبي الدراجات (على سبيل المثال، العديد من الطرق السريعة)، جنبًا إلى جنب مع طرق الدراجات التي يتم استبعاد المركبات الآلية منها - بما في ذلك مسارات الدراجات، ممرات للدراجات، المسارات الدوارة، مسارات السكك الحديدية. تشمل البنية التحتية لركوب الدراجات أيضًا وسائل الراحة مثل رفوف الدراجات لمواقف السيارات والملاجئ ومراكز الخدمة وعلامات وإشارات المرور المتخصصة. ترتبط المشاركة النموذجية لركوب الدراجات ارتباطًا وثيقًا بحجم البنية التحتية المحلية للدراجات.

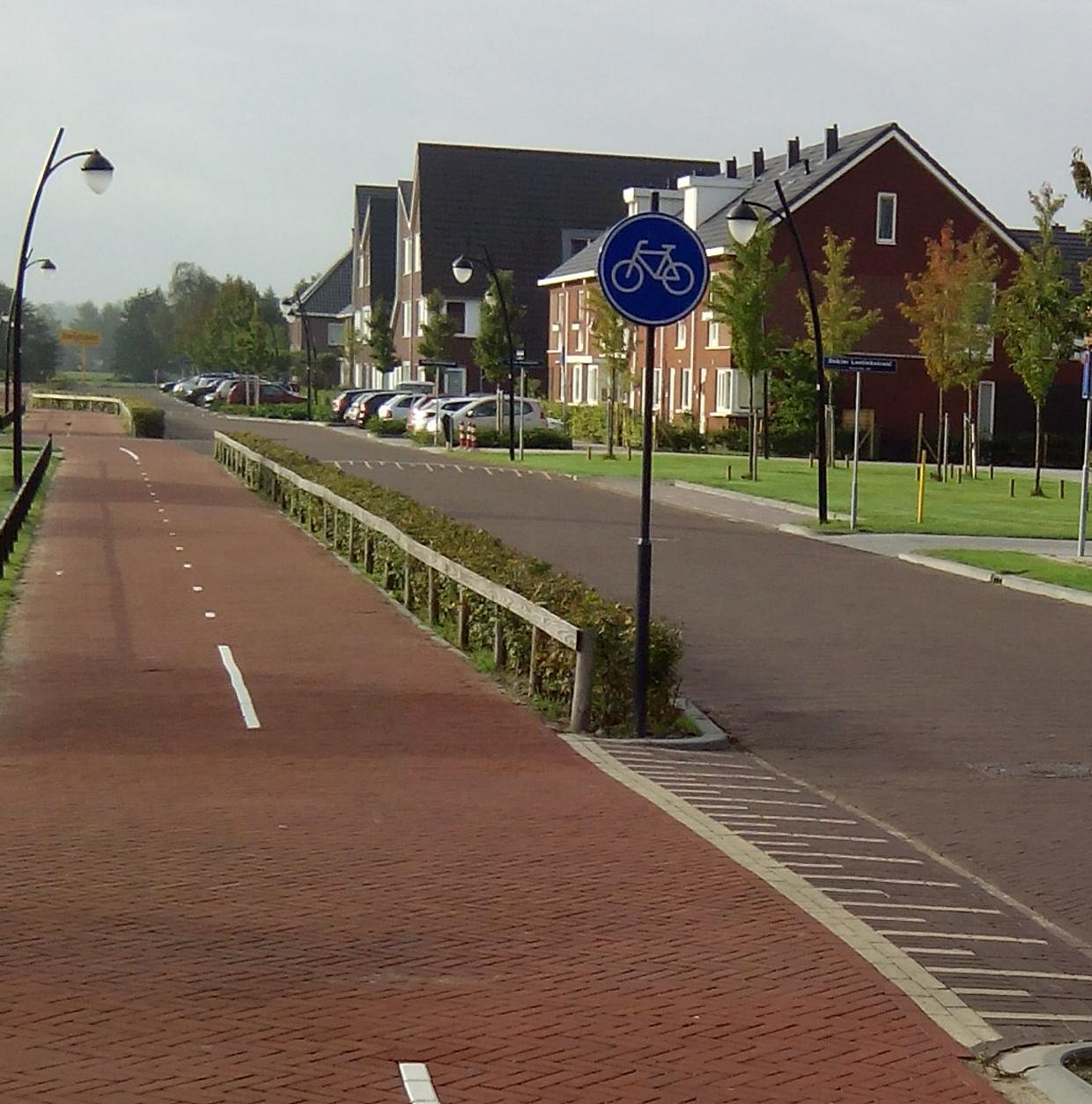
يوجد في أصبح سباد (مسار الدراجات) في هولندا وتربط السكن بأمان بأضواء الشوارع اللائقة.

يمكن أن يكون للطريقة التي يتم بها تصميم شبكة الطرق العامة وبنائها وإدارتها تأثير كبير على فائدة وسلامة ومستقبل ركوب الدراجات. قد تكون شبكة ركوب الدراجات قادرة على تزويد المستخدمين بمسارات مباشرة ومريحة تقلل من التأخير والجهد للوصول إلى وجهاتهم. تميل المستوطنات التي تحتوي على شبكة طرق كثيفة من الشوارع المترابطة إلى أن تكون بيئات صالحة لتنقل بواسطة الدراجات في المرافق العامة.

## تاريخ
يبدأ تاريخ البنية التحتية لركوب الدراجات بعد فترة وجيزة من طفرة الدراجات في ثمانينيات القرن التاسع عشر عندما تم بناء أول مسافات قصيرة من البنية التحتية المخصصة للدراجات، وحتى ظهور السيارة من منتصف القرن العشرين وما بعده وما يصاحب ذلك من تراجع في ركوب الدراجات كوسيلة من النقل، إلى عودة ركوب الدراجات من السبعينيات فصاعدًا.

## دراجات
طريق الدراجة هو ممر أو طريق أو طريق أو مسار تم تصميمه أو تخصيصه بطريقة ما خصيصًا للسفر بالدراجة. تعتبر ممرات الدراجات المحددة بعلامات مرسومة شائعة جدًا في العديد من المدن. تعد مسارات الدراجات التي تم ترسيمها بواسطة الحواجز أو الأعمدة أو الجادات شائعة جدًا في بعض الدول الأوروبية مثل هولندا والدنمارك وألمانيا. كما أنها شائعة بشكل متزايد في المدن الرئيسية في أماكن أخرى، مثل نيويورك وملبورن وأوتاوا وفانكوفر وسان فرانسيسكو. تعد مونتريال وديفيز، كاليفورنيا، اللتان كانت لديهما مرافق ركوب دراجات منفصلة مع حواجز لعدة عقود، من بين أقدم الأمثلة في أمريكا الشمالية.
توجد أدلة مختلفة لتحديد الأنواع المختلفة للبنية التحتية للدراجات، بما في ذلك دليل وزارة النقل بالمملكة المتحدة التصميم الهندسي لطرق المشاة والدراجات الهوائية والفروسية، دليل تصميم سوسترانس، وزارة النقل البريطانية، مذكرة النقل المحلي 2/08: تصميم البنية التحتية للدورة  دليل هيئة الطرق الدنماركية تسجيل المسارات وتصنيفها، شركة كرو الهولندية، دليل الرابطة الأمريكية لمسؤولي الطرق السريعة والنقل إلى مرافق الطريق السريع، والإدارة الفيدرالية للطرق السريعة دليل أجهزة التحكم في حركة المرور الموحدة، ودليل تصميم الطرق الحضرية للطرق السريعة من الرابطة الوطنية الأمريكية لمسؤولي النقل في المدن.
في هولندا، يبلغ عرض معظم مسالك الدراجات ذات الاتجاه الواحد 2.5 مترًا على الأقل. هولندا لديها أيضًا تقاطع محمي لراكبي الدراجات الذين يعبرون الطرق.

### الشروط

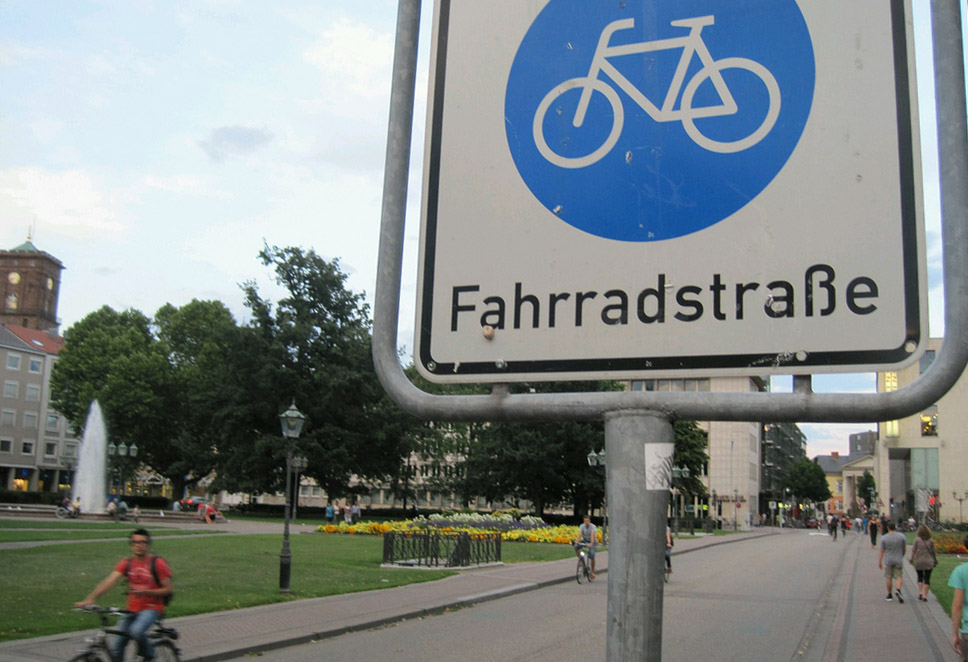
منشأة دورة منفصلة في كارلسروه، ألمانيا. فهرادسترابي تعني "شارع الدراجات".

يتم فصل بعض طرق للدراجات من حركة السيارات بسبب القيود المادية (مثل الحواجز، وقوف السيارات أو الشمعات) - مسلك الدراجات، مسار دورة -ولكن البعض الآخر يتم فصل جزئيا إلا من خلال رسم علامات- مسار الدراجة، وكونترافلو حارة الدراجة. يشترك البعض في الطريق مع المركبات ذات المحركات - جادة الدراجات، أو شارو، أو ممر إرشادي للدراجات - أو مشترك مع المشاة - مسارات الاستخدام المشتركة والطرق الخضراء

#### الفصل
يستخدم مصطلح مسلك الدراجات إلى حد كبير في أمريكا الشمالية لوصف جميع الطرق التي تم تصميمها أو تحديثها لتشجيع المزيد من ركوب الدراجات أو جعل ركوب الدراجات أكثر أمانًا. في بعض الولايات القضائية مثل المملكة المتحدة، يُفضل أحيانًا استخدام مرفق ركوب الدراجات المنفصل لوصف البنية التحتية لركوب الدراجات التي لها درجات متفاوتة من الانفصال عن حركة المرور الآلية، أو التي استبعدت حركة المشاة في حالة مسارات الدراجات الحصرية.
لا يوجد استخدام واحد للفصل؛ في بعض الحالات يمكن أن يعني استبعاد السيارات وفي حالات أخرى استبعاد المشاة أيضًا. وبالتالي، فهو يشمل مسالك للدراجات ذات خطوط مطلية صلبة ولكن ليس الممرات ذات الخطوط المنقطة ومسالك الدراجات الإرشادية حيث يُسمح للمركبات ذات المحركات بالتعدي على الحارة. وهي تشتمل على مسارات دراجات متميزة ماديًا عن الطريق والرصيف (مثل الحواجز أو مواقف السيارات أو الأعمدة). وهي تتضمن مسالك للدراجات في طريقها الخاص حصريًا لركوب الدراجات. مسالك التي يتم تقاسمها مع المشاة وغيرها من المرور المزودة بمحركات غير لا يعتبر فصل وعادة ما تسمى طريق الاستخدام المشترك، متعدد الاستخدامات المسار في أمريكا الشمالية والاستخدام المشترك-الارصفة في المملكة المتحدة.

### أمان
كان هناك الكثير من الدراسات حول سلامة جميع أنواع مسارات الدراجات. يقول المؤيدون أن فصل راكبي الدراجات عن حركة المرور السريعة أو المتكررة أمر ضروري لتوفير بيئة ركوب آمنة. يشير المعارضون إلى الخطر المتزايد من أنواع مختلفة من البنية التحتية بما في ذلك مسارات الاستخدام المشترك.
تشير الدراسات الشاملة لسلامة الدراجات والطرق إلى أن إنشاء البنية التحتية لركوب الدراجات مثل ممرات الدراجات المنفصلة والمحمية يقلل من الحوادث ويحسن السلامة على الطرق لجميع مستخدمي الطريق أدى إدخال مسارات الدراجات بين عامي 1990 و2010 إلى خفض معدلات حوادث الاصطدام المميتة بنسبة 38-61٪ في سياتل وسان فرانسيسكو ودنفر وشيكاغو في الولايات المتحدة.

### تشريع
الدول المختلفة لديها طرق مختلفة لتعريف وتنفيذ طرق الدراجات.

### الجدل الدائرى
يقول بعض المنتقدين بأنه يجب على المرء أن يكون حذرًا في تفسير تشغيل طرق الدراجات المخصصة أو المنفصلة عبر تصميمات وسياقات مختلفة؛ ما يصلح لهولندا لن ينجح بالضرورة في أي مكان آخر، أو يدعي أن طرق الدراجات تزيد من تلوث الهواء في المناطق الحضرية.
يعتقد مخططو النقل الآخرون أن النهج الجزئي لبناء البنية التحتية للدراجات غير فعال ويدعون إلى بناء شبكات كاملة في مرحلة واحدة.
يشير المؤيدون إلى أن البنية التحتية لركوب الدراجات بما في ذلك الممرات المخصصة للدراجات قد تم تنفيذها في العديد من المدن؛ عندما تكون جيدة التصميم والتنفيذ، فإنها تحظى بشعبية وآمنة، وتكون فعالة في التخفيف من الازدحام وتلوث الهواء.

### اختيار الطريق
يوجد لدى السلطات القضائية إرشادات حول اختيار علاجات طريق الدراجة المناسبة من أجل جعل الطرق أكثر راحة وأمانًا لركوب الدراجات.
دراسة تستعرض سلامة «حمية الطريق» (قيود حارات مرور السيارات) لممرات الدراجات وجدت في الملخص أن تكرار الاصطدام في الأنظمة الغذائية للطرق في الفترة بعد التثبيت كان أقل بنسبة 6٪، وأن الأنظمة الغذائية على الطريق لا تؤثر على شدة الاصطدام، أو تؤدي إلى تغيير كبير في أنواع الاصطدام. تم إجراء هذا البحث من خلال النظر في المناطق المجدولة للتحويل قبل وبعد تنفيذ حمية الطريق. بينما يتم أيضًا مقارنة المناطق المماثلة التي لم تتلق أي تغييرات. ويلاحظ أنه يوصى بإجراء مزيد من البحث لتأكيد النتائج.

## أنواع الدراجات
يمكن أن تندرج طرق الدراجات ضمن هذه الفئات الرئيسية: طرق منفصلة للدراجات داخل الطريق مثل ممرات الدراجات وممرات الدراجات المؤقتة؛ طرق للدراجات منفصلة ماديًا على الطريق مثل مسارات الدراجات؛ مسارات يمين الطريق مثل مسارات الدراجات ومسارات الاستخدام المشترك؛ الطرق المشتركة للدراجات داخل الطريق مثل جادات الدراجات وعلامات الممرات المشتركة وممرات الدراجات الاستشارية. يتغير التصنيف الدقيق اعتمادًا على الاختصاص القضائي والمنظمة، بينما يسرد العديد فقط الأنواع بأسمائهم شائعة الاستخدام 

### طريق دراجات منفصله على الطريق
- ممرات الدراجات، أو ممرات الدراجات، هي ممرات على الطريق مميزة بطلاء مخصص لركوب الدراجات وتستبعد عادةً كل حركة المرور الآلية.
- عادةً ما يكون ممر الدراجات المؤقت عبارة عن ممر به حاجز عازل مطلي عريض لترسيم فجوة أكبر بين ممر الدراجات وحركة المرور الأخرى.[23]
- عادةً ما تكون ممرات الدراجات كونترافلو عبارة عن ممر مطلي يضاف إلى بعض الشوارع ذات الاتجاه الواحد، للسماح لركوب الدراجات بالسفر بأمان في الاتجاه المعاكس لجميع حركة المرور الأخرى، بما في ذلك المركبات الآلية والدراجات.

### مفصول ماديا، في الطريق

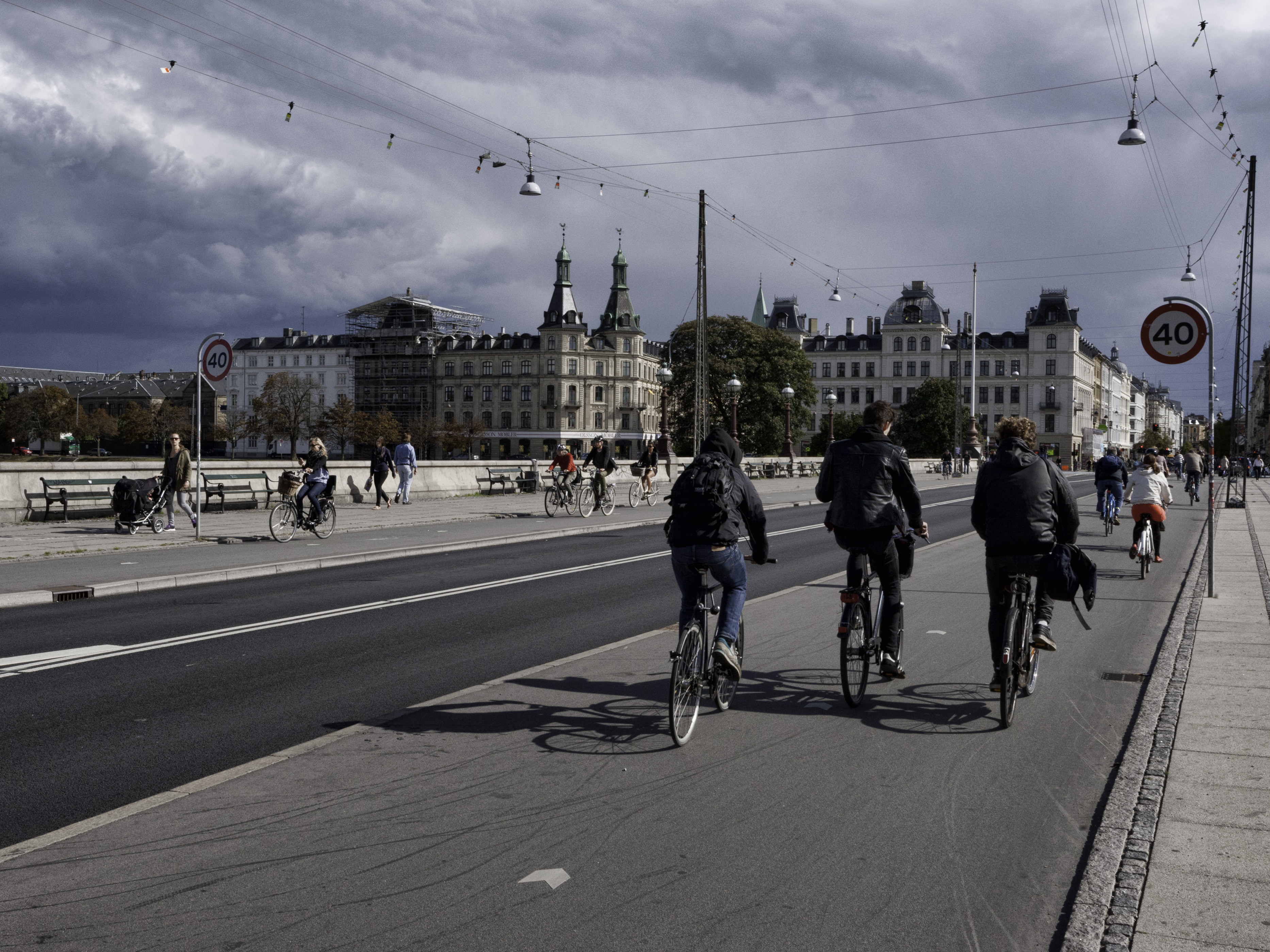
ممرات دراجات منفصلة للغاية في درونينج لويز برو في كوبنهاغن، الدنمارك. عادة ما تكون مليئة بالدراجات، لأنها كانت أكثر ممر للدراجات ازدحامًا في العالم. تم الاستيلاء على العنوان من قبل نيبيلسبرو، جسر آخر في كوبنهاغن.

ممر الدراجات المنفصل أو ممر الدراجات المحمي، هو ممر تم وضع علامة عليه فعليًا ومنفصلًا مخصصًا لركوب الدراجات على الطريق أو بجواره مباشرةً، ولكنه عادةً ما يستبعد جميع حركة المرور الآلية مع نوع من الحاجز العمودي.

### مسارات الدراجات
مسارات الدراجات هي مسارات لها حق طريق خاص بها مخصص لركوب الدراجات، على الرغم من أنه في كثير من الحالات يتم مشاركتها مع المشاة وحركة المرور الأخرى غير المزودة بمحركات.

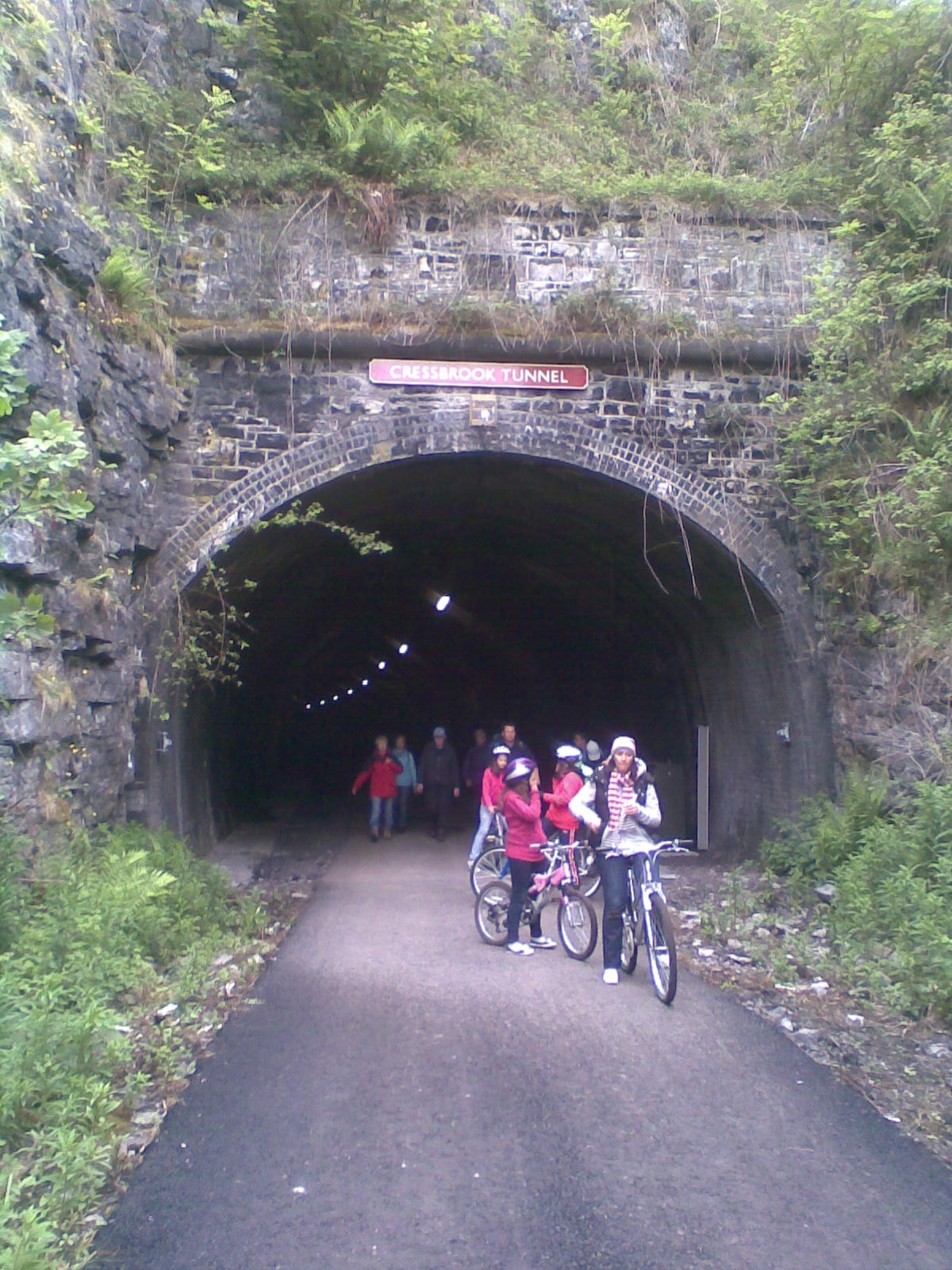
تحول خط السكك الحديدية السابق إلى مسار للاستخدام المشترك في إنجلترا

### مسارات الاستخدام المشترك

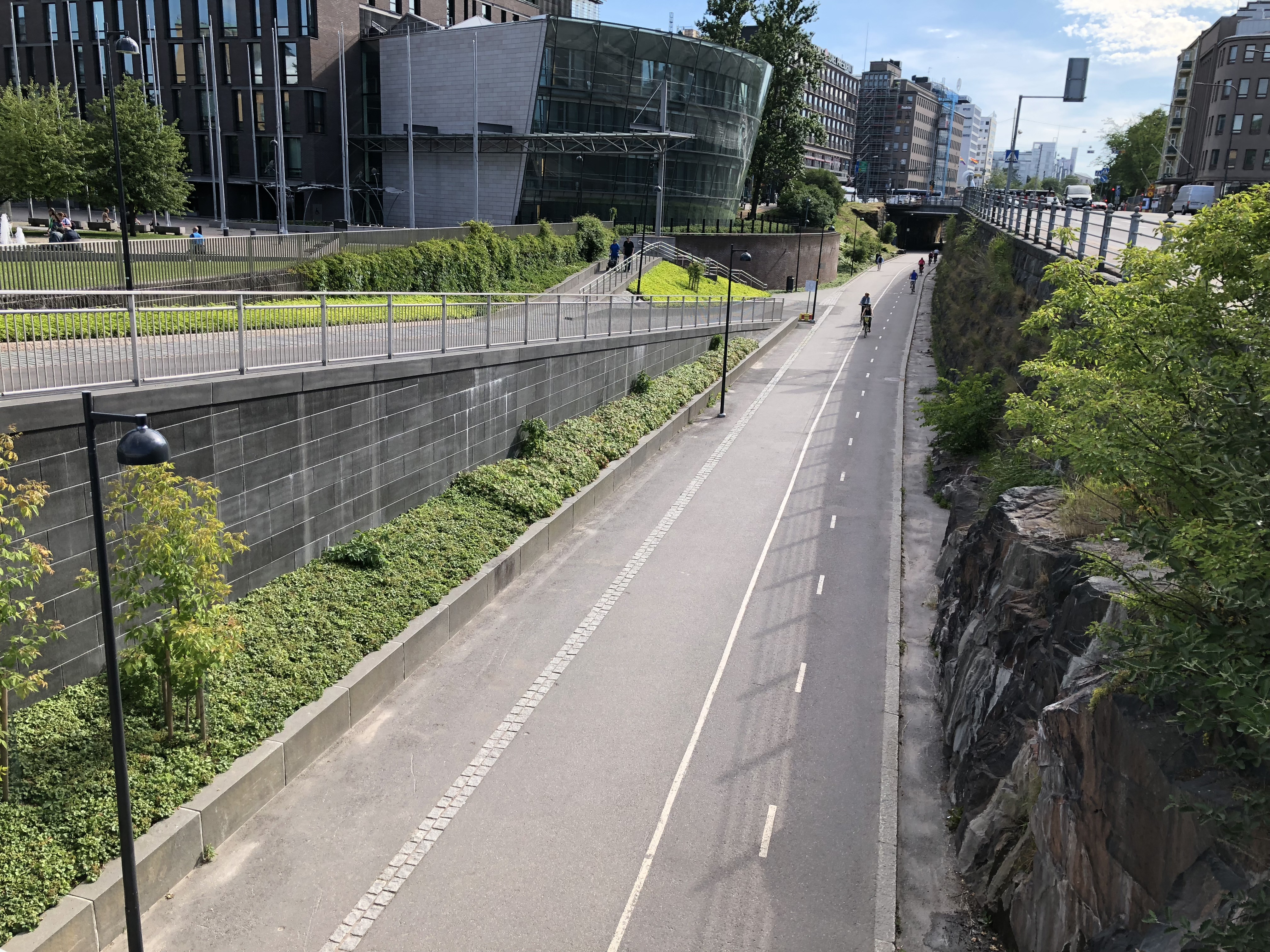
بانا، يبلغ مسار طويل للمشاة وركوب الدراجات في وسط هلسنكي، فنلندا

يدعم مسار الاستخدام المشترك أوضاعًا متعددة، مثل المشي وركوب الدراجات والتزلج المضمن والأشخاص في الكراسي المتحركة. يشمل ذلك الممرات الخضراء، وهي مسارات على طول شريط من الأرض غير المطورة، في منطقة حضرية، والمخصصة للاستخدام الترفيهي أو لحماية البيئة.
غالبًا ما يتم إنشاء الطرق الخضراء من السكك الحديدية المهجورة أو ممرات القناة أو المرافق أو حقوق الطريق المماثلة أو الأراضي الصناعية المهجورة. يمكن أن تكون جرينوايز أيضًا حدائق خطية، ويمكن أن تكون بمثابة ممرات للحياة البرية.

### طرق للدراجات المشتركة في الطريق

#### شوارع دراجات
شارع الدراجات هو شارع منخفض السرعة تم تحسينه لحركة مرور الدراجات. تعمل شوارع الدراجات على تثبيط حركة مرور السيارات المقطوعة ولكنها تسمح بحركة مرور السيارات المحلية. وهي مصممة لإعطاء الأولوية لراكبي الدراجات كحركة مرور مستمرة.

#### علامات الحارات المشتركة
تعليم الحارة المشتركة هو تعليم الشارع الذي يشير إلى الموضع الجانبي المفضل لراكبي الدراجات (لتجنب منطقة الباب والعقبات الأخرى) حيث لا تتوفر ممرات مخصصة للدراجات.

#### حارة إرشادية للدراجات

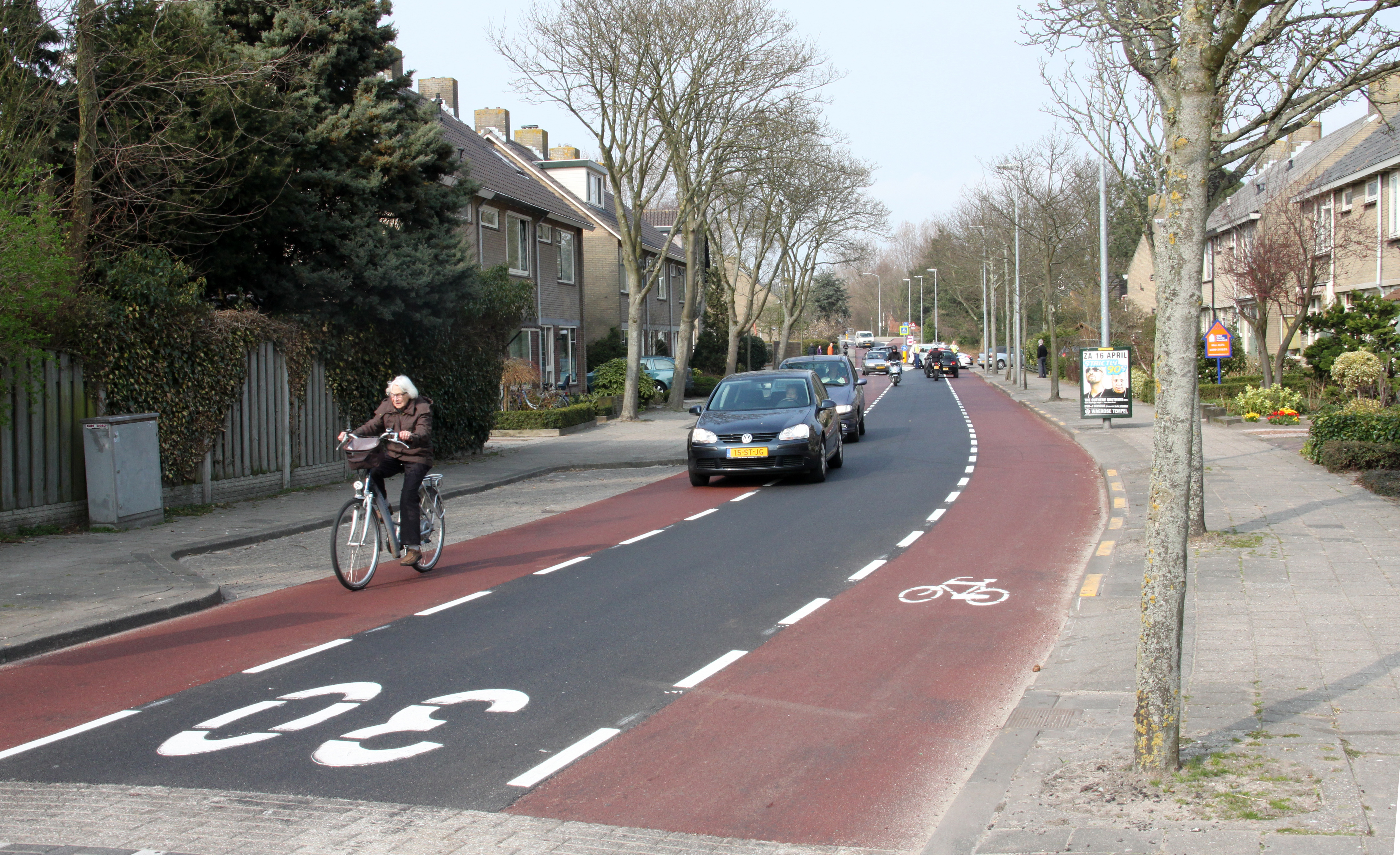
ممر الدراجات الإرشادي كما هو مطبق في هولندا. شوهد في أودورب في الكمار، شمال هولندا.

حارة الدراجات الاستشارية هي عبارة عن تكوين مخطط للطريق يوفر حركة مرور للمركبات ذات الاتجاهين والدراجات باستخدام ممر مركزي لسفر المركبات وممرات للدراجات على كلا الجانبين. الحارة المركزية مخصصة لسائقي السيارات الذين يسافرون في كلا الاتجاهين، ويتقاسمونها. الممر الأوسط أضيق من حارتين لسير المركبات وليس له خط مركزي؛ بعضها أضيق من عرض السيارة. يتم إعطاء الأفضلية لراكبي الدراجات في ممرات الدراجات ولكن يمكن لسائقي السيارات التعدي على ممرات الدراجات من أجل تجاوز المركبات الآلية الأخرى بعد الاستسلام لراكبي الدراجات. عادةً ما يتم تثبيت ممرات الدراجات الإرشادية في الشوارع ذات الحجم المنخفض.
ممرات الدراجات الإرشادية لها عدد من الأسماء. وتطلق عليهم الإدارة الفيدرالية للطرق السريعة في الولايات المتحدة اسم «الأكتاف الاستشارية». في نيوزيلندا، يطلق عليها 2 ناقص 1. يطلق عليهم شوتزستريفين (ألمانيا)، و Suggestiestrook (هولندا)، وممرات الاقتراح (ترجمة إنجليزية حرفية لـ Suggestiestrook).

#### الطرق مع الوصول القانوني لركوب الدراجات
يُسمح لراكبي الدراجات قانونًا بالسفر على العديد من الطرق وفقًا لقواعد المرور لسائقي المركبات.

#### كتف الطريق
كتف الطريق عبارة عن مسلك محجوز على حافة طريق يستخدمه غالبًا راكبو الدراجات، كما أنه بمثابة مكان توقف طارئة للسيارات.

### الطرق السريعة للدراجات
كانت الدنمارك وهولندا رائدين في مفهوم «الطرق السريعة للدراجات». تم افتتاح أول طريق هولندي في عام 2004 بين بريدا وإيتنلور. تم إضافة العديد من الآخرين منذ ذلك الحين. في عام 2017، تم افتتاح العديد من الطرق السريعة للدراجات في منطقة أرنهيم نيميغن، مع ريجن والباد كأفضل مثال على هذا النوع الجديد من البنية التحتية لركوب الدراجات.
تم افتتاح أول طريق دنماركي، في عام 2012 بين محطة فيستربرو للسكك الحديدية في كوبنهاغن والبير تسلوند، وهي ضاحية غربية. كلف الطريق 13.4 مليون كرونة دانمركية و17.5 كيلومترات طويلة، بنيت مع محطات قليلة ومسارات جديدة بعيدًا عن حركة المرور. توجد «محطات الخدمة» المزودة بمضخات الهواء على فترات منتظمة، وحيث يجب أن يتقاطع الطريق مع الشوارع، يتم توفير مقابض يدوية وألواح تشغيل حتى يتمكن راكبو الدراجات من الانتظار دون الحاجة إلى وضع أقدامهم على الأرض. منذ ذلك الحين تم بناء مشاريع مماثلة في ألمانيا من بين دول أخرى.
تعتمد تكلفة بناء طريق سريع للدراجات على العديد من الأشياء، ولكنها عادة ما تتراوح بين 300 الف يورو/ كم (لمسار دراجات مخصص واسع) و800 الف يورو/ كم (عند الحاجة إلى هياكل هندسية مدنية معقدة).

## تعديلات الشوارع الملائمة لركوب الدراجات

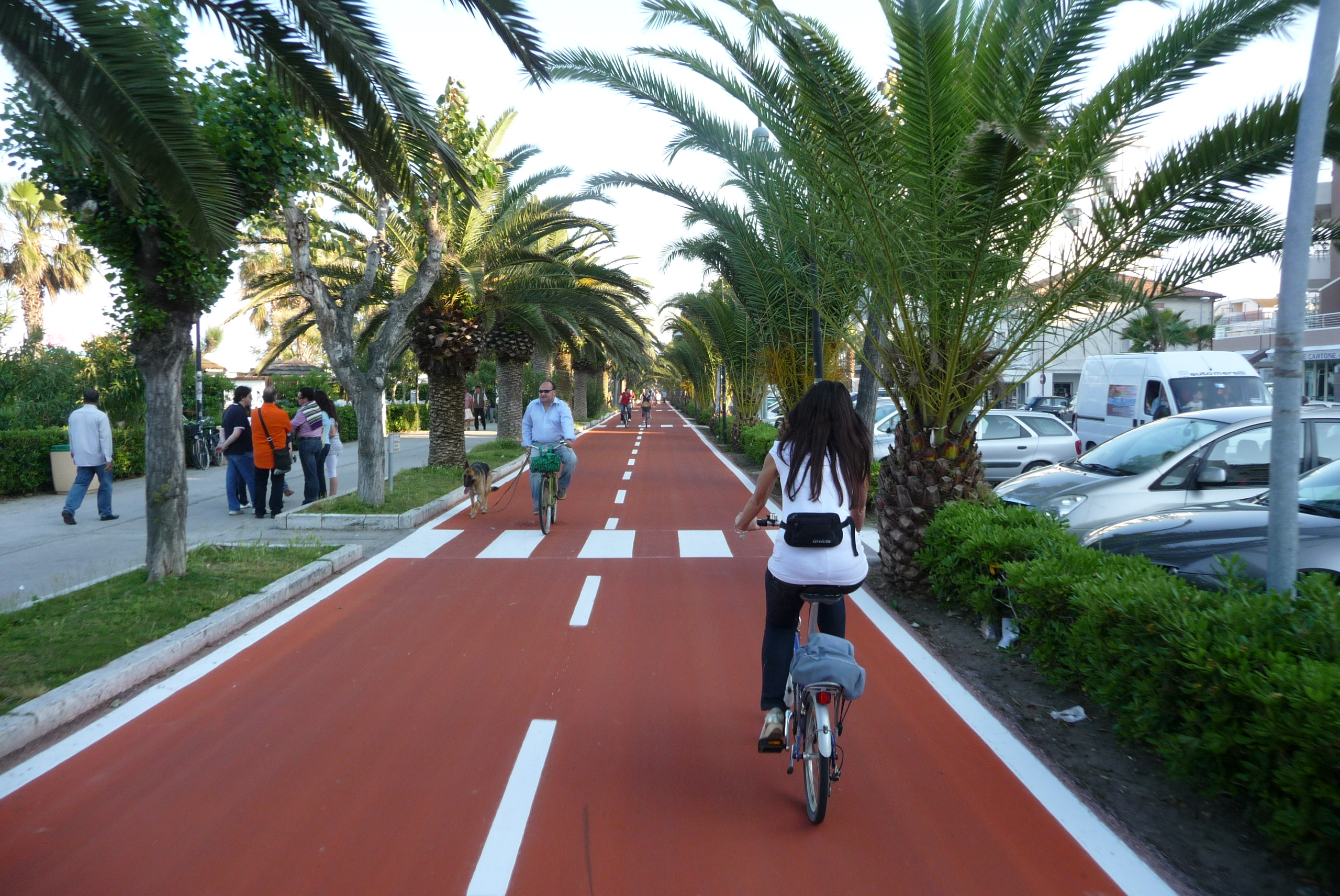
سيكلوفيا أدرياتيكا، في إيطاليا

هناك العديد من التدابير التي تتخذها المدن والمناطق على الطريق لجعلها أكثر ملاءمة لركوب الدراجات وأكثر أمانًا. يمكن اعتبار جوانب البنية التحتية إما معادية لراكبي الدراجات أو صديقة لراكبي الدراجات. تشمل تدابير تشجيع ركوب الدراجات تهدئة حركة المرور؛ تقليل حركة المرور علاج مفرق أنظمة التحكم في حركة المرور للتعرف على راكبي الدراجات ومنحهم الأولوية إعفاء راكبي الدراجات من المنعطفات المحظورة وقيود الوصول؛ تنفيذ ممرات دورة التدفق العكسي في الشوارع ذات الاتجاه الواحد؛ تنفيذ قيود وقوف السيارات في الشارع؛ توفير خطوط تجاوزات متقدمة لراكبي الدراجات عند إشارات المرور؛ وضع علامات على ممرات الرصيف العريضة؛ ووضع علامات على ممرات الدراجات الحافلات المشتركة.
مدينة كولومبية، بوغوتا حولت بعض ممرات السيارات إلى ممرات دراجات ثنائية الاتجاه أثناء وباء فيروس كورونا، مضيفة 84 كم من ممرات الدراجات الجديدة؛ تعتزم الحكومة جعل هذه الممرات الجديدة للدراجات دائمة. في الولايات المتحدة، تم إدخال حركات بطيئة في الشوارع من خلال إقامة حواجز مؤقتة لإبطاء حركة المرور والسماح لسائقي الدراجات والمشاة بمشاركة الطريق بأمان مع سائق السيارات.

### تقليل حركة المرور
يمكن تحقيق إزالة حركة المرور عن طريق التحويل المباشر. يتضمن التحويل توجيه حركة المرور بعيدًا عن الطرق التي يستخدمها عدد كبير من راكبي الدراجات والمشاة. تشمل أمثلة التحويل إنشاء طرق جانبية وطرق دائرية حول المراكز الحضرية والمزدحمة.
تتضمن الأساليب غير المباشرة تقليل سعة البنية التحتية المخصصة لتحريك المركبات الآلية. يمكن أن يشمل ذلك تقليل عدد ممرات الطرق، وإغلاق الجسور لأنواع معينة من المركبات وإنشاء مناطق محظورة للمركبات أو خلايا مرور بيئية. في السبعينيات من القرن الماضي، بدأت مدينة دلفت الهولندية في تقييد حركة مرور السيارات الخاصة من عبور وسط المدينة. وبالمثل، تنقسم جرونينجن إلى أربع مناطق لا يمكن عبورها بواسطة السيارات الخاصة (يجب أن تستخدم السيارات الخاصة الطريق الدائري بدلاً من ذلك). يمكن لراكبي الدراجات وحركة المرور الأخرى المرور بين المناطق وحسابات ركوب الدراجات تزيد عن 50٪ من الرحلات في جرونينجن (التي تشتهر بثالث أعلى نسبة لحركة مرور الدراجات في أي مدينة). تستخدم مدينة جوتنبرج السويدية نظامًا مشابهًا لخلايا المرور.
نهج آخر هو تقليل القدرة على وقوف السيارات. بدءًا من السبعينيات، تبنت مدينة كوبنهاجن، حيث تتم الآن 36٪ من الرحلات بالدراجة،  سياسة تقليل سعة انتظار السيارات المتاحة بعدة سنتات في السنة. تبنت مدينة أمستردام، حيث تتم حوالي 40٪ من جميع الرحلات بالدراجة،  سياسات مماثلة للحد من وقوف السيارات في الثمانينيات والتسعينيات.
يمكن أن تتضمن أساليب الحد من حركة المرور المباشرة حظرًا مباشرًا أو طرقًا أكثر دقة مثل مخططات تسعير الطرق أو الأنظمة الغذائية للطرق. وبحسب ما ورد أدت تهمة الازدحام في لندن إلى زيادة كبيرة في استخدام الدورة داخل المنطقة المتضررة.

### تخفيف الازدحام
جرت محاولة تقليل السرعة تقليديًا من خلال حدود السرعة القانونية وفرض قاعدة المسافة الواضحة أمامك .
أدت عمليات التنفيذ الأخيرة لمخططات الفضاء المشتركة إلى تخفيضات كبيرة في سرعة حركة المرور. التخفيضات مستدامة، دون الحاجة إلى حدود السرعة أو فرض حدود السرعة. في نورشوبينغ، انخفض متوسط سرعة حركة المرور في عام 2006 من 21 إلى 16 كم / ساعة (من 13 إلى 10 ميل في الساعة) منذ تنفيذ مثل هذا المخطط.
حتى بدون تنفيذ الشارع المشترك، فقد ثبت أن إنشاء مناطق 30 كم / ساعة يقلل معدلات الاصطدام ويزيد من أعداد راكبي الدراجات والمشاة. كشفت دراسات أخرى أن السرعات المنخفضة تقلل من خطورة المجتمع التي تسببها الطرق عالية السرعة. أظهرت الأبحاث أن هناك المزيد من التفاعل مع الجوار وتماسك المجتمع عندما يتم تقليل السرعات إلى 20 ميلا في الساعة.

### شوارع ذات اتجاه واحد
تشير الأبحاث الألمانية إلى أن جعل الشوارع ذات الاتجاه الواحد باتجاهين لراكبي الدراجات يؤدي إلى تقليل العدد الإجمالي للتصادمات. في بلجيكا، كل شوارع ذات اتجاه واحد بشكل افتراضي ذات اتجاهين لراكبي الدراجات. تنص مديرية الطرق الدنماركية على أنه من المهم في مراكز المدن أن تكون قادرًا على ركوب الدراجة في كلا الاتجاهين في جميع الشوارع، وأنه في ظروف معينة، يمكن استيعاب حركة مرور الدراجات ذات الاتجاهين في شارع ذي اتجاه واحد بخلاف ذلك.

### ركوب الدراجات في اتجاهين في شوارع ذات اتجاه واحد

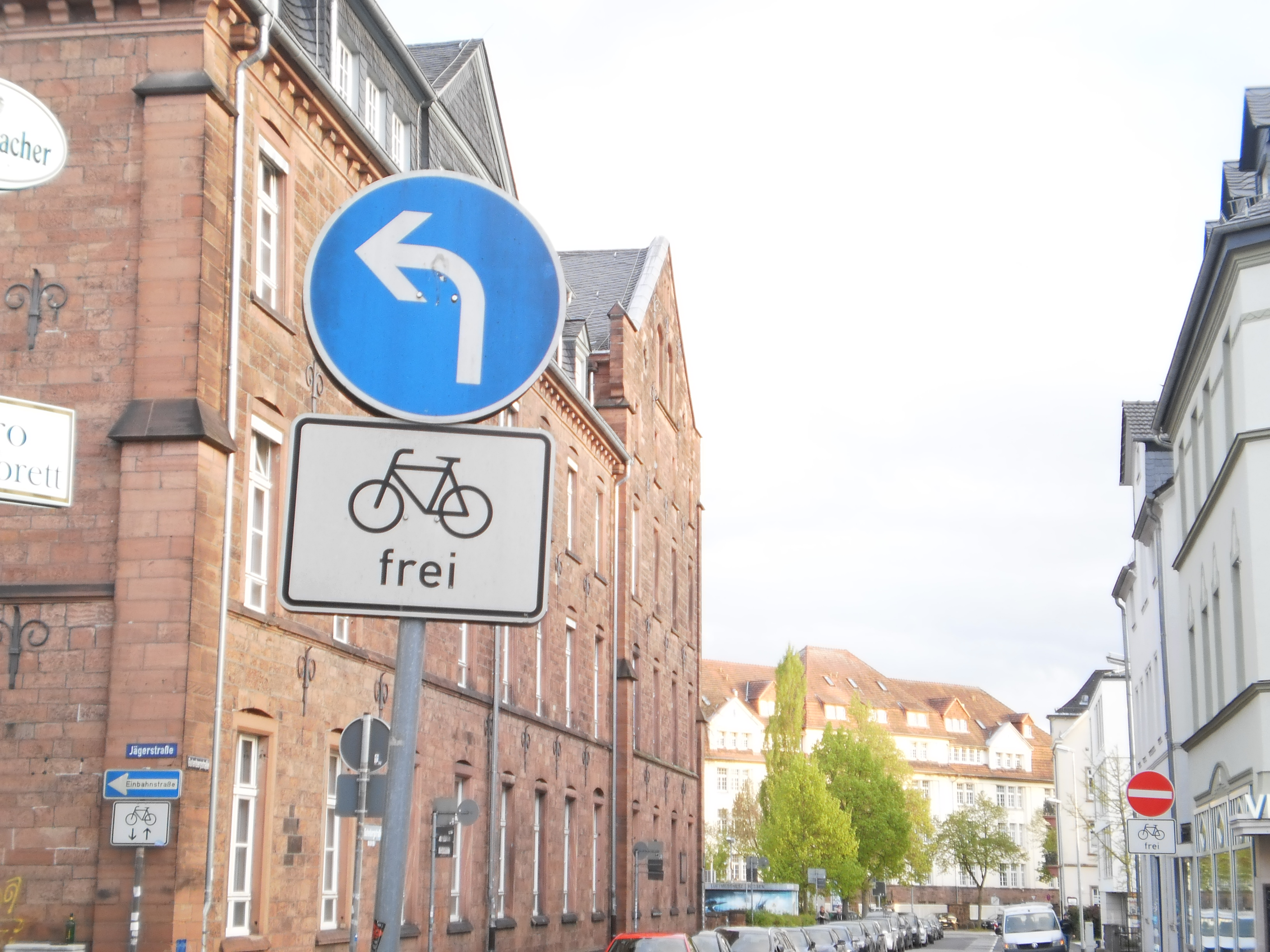
فتح شارعان باتجاه واحد لراكبي الدراجات مع وجود لافتات إضافية (ألمانيا)

يمكن النظر إلى أنظمة الشوارع ذات الاتجاه الواحد على أنها إما نتاج لإدارة حركة المرور التي تركز على محاولة الحفاظ على حركة المركبات الآلية بغض النظر عن التأثيرات الاجتماعية والتأثيرات الأخرى، مثل بعض نشطاء ركوب الدراجات،  أو اعتبارها أداة مفيدة لحركة المرور مهدئ، والقضاء على جرذ الجرذان، من وجهة نظر مخططي المرور في المملكة المتحدة.
يمكن أن تضر الشوارع ذات الاتجاه الواحد براكبي الدراجات من خلال زيادة طول الرحلة والتأخير والمخاطر المرتبطة بمناورات النسيج عند التقاطعات. ومع ذلك، في دول شمال أوروبا مثل هولندا، يُمنح راكبو الدراجات في كثير من الأحيان إعفاءات من قيود الشوارع ذات الاتجاه الواحد، مما يحسن تدفق حركة مرور الدراجات مع تقييد المركبات الآلية.
تشير الأبحاث الألمانية إلى أن جعل الشوارع ذات الاتجاه الواحد باتجاهين لراكبي الدراجات يؤدي إلى تقليل العدد الإجمالي للتصادمات.
غالبًا ما تكون هناك قيود على الشوارع ذات الاتجاه الواحد التي تعتبر مرشحة جيدة للسماح بحركة مرور الدراجات في اتجاهين. في بلجيكا، يمكن لسلطات الطرق من حيث المبدأ أن تسمح بأي شوارع ذات اتجاه واحد بسرعة 50 كيلومتر في الساعة (31 ميل/س) تكون ذات اتجاهين لراكبي الدراجات إذا كان المسار المتاح لا يقل عن 3 متر (9.8 قدم) واسع (منطقة خالية من وقوف السيارات) ولا توجد ظروف محلية محددة تمنع ذلك. لا تستخدم الدنمارك، وهي دولة ذات مستويات عالية من ركوب الدراجات، أنظمة أحادية الاتجاه لتحسين تدفق حركة المرور. يجادل بعض المعلقين بأن الهدف الأولي يجب أن يكون تفكيك أنظمة الشوارع ذات الاتجاه الواحد الكبيرة كإجراء لتهدئة / تقليل حركة المرور، يليه توفير وصول لراكبي الدراجات باتجاهين في أي شوارع ذات اتجاه واحد متبقية.

### تصميم تقاطع / تقاطع
بشكل عام، تميل تصميمات الوصلات التي تفضل حركات الدوران والنسيج والدمج عالية السرعة من قبل سائقي السيارات إلى أن تكون معادية لراكبي الدراجات. يمكن أن تكون ترتيبات التدفق الحر خطرة على راكبي الدراجات ويجب تجنبها. ترتبط ميزات مثل الانحناء الكبير عند الدخول والطرق المنحدرة والدوارات عالية التدفق بزيادة مخاطر اصطدام السيارة بدراج. يناقش دعاة ركوب الدراجات من أجل التعديلات وأنواع الوصلات البديلة التي تحل هذه المشكلات مثل تقليل نصف قطر الرصيف على زوايا الشوارع، والقضاء على الطرق المنحدرة واستبدال الدوارات الكبيرة بالتقاطعات ذات الإشارات.

### تقاطع محمي
نهج آخر ابتكرته هولندا يسمى في أمريكا الشمالية تقاطعًا محميًا يعيد تشكيل التقاطعات لتقليل المخاطر التي يتعرض لها راكبو الدراجات أثناء عبورهم أو انعطافهم. بدأت بعض المدن الأمريكية في تجريب التقاطعات المحمية.

#### صندوق الدراجة
صندوق الدراجة أو خط التوقف المتقدم عبارة عن منطقة مخصصة على رأس ممر مرورية عند تقاطع إشارات توفر لراكبي الدراجات طريقة أكثر أمانًا وظهورًا لتسبق حركة المرور في قائمة الانتظار أثناء مرحلة الإشارة الحمراء.

#### التقاطعات الدائرية

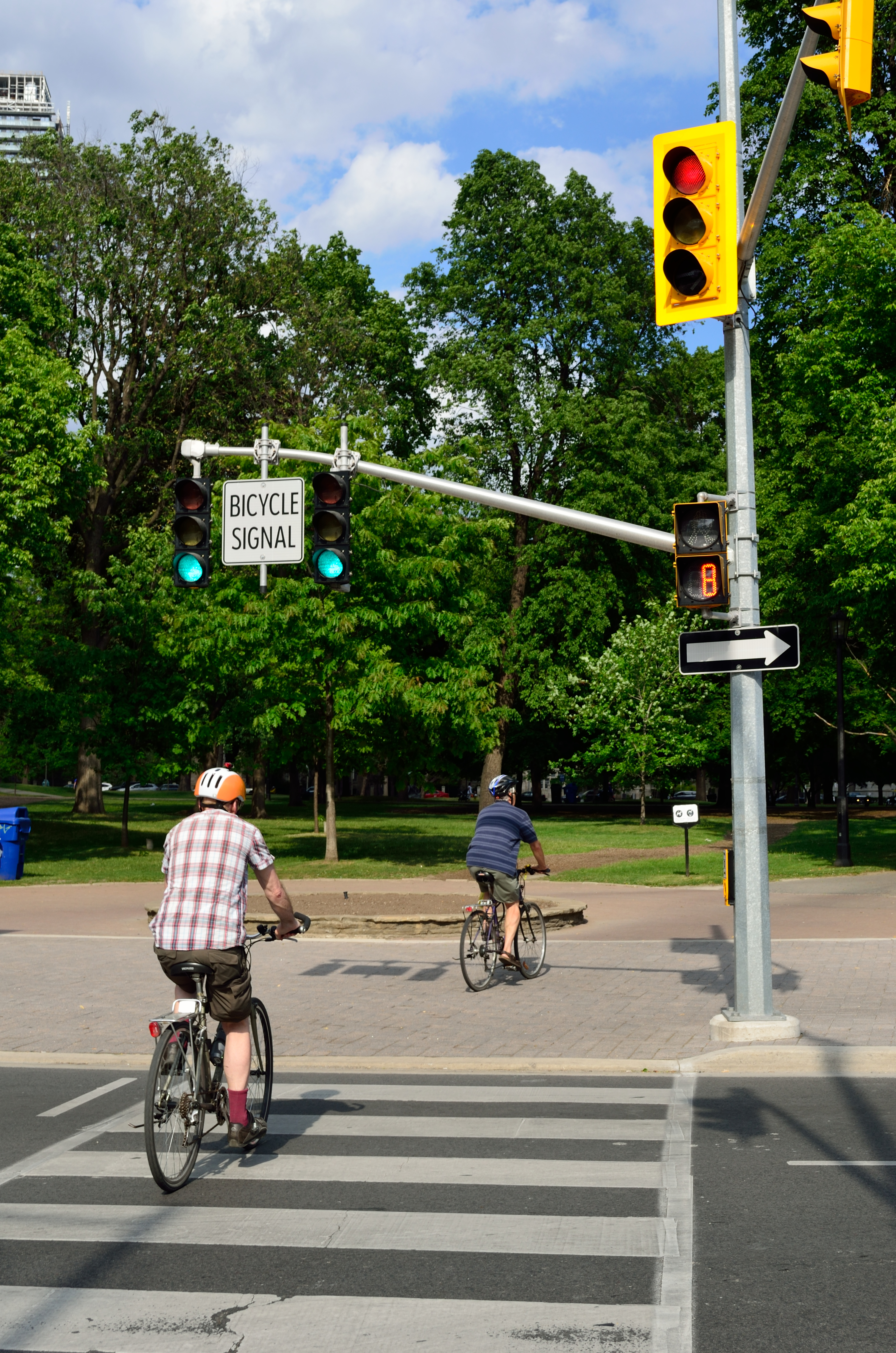
ضوء إشارة دراجة في تورنتو

في الدوارات الكبيرة من التصميم المستخدم عادة في المملكة المتحدة وأيرلندا، يعاني راكبو الدراجات من معدل إصابة يبلغ 14-16 ضعف معدل إصابة سائقي السيارات. تشير الأبحاث إلى أن خطوط الرؤية المفرطة عند التقاطعات غير المنضبطة تؤدي إلى تفاقم هذه التأثيرات. في المملكة المتحدة، وجدت دراسة استقصائية أجريت على أكثر من 8000 من أعضاء نادي جولات راكبي الدراجات من الذكور ذوي الخبرة العالية والكبار أن 28٪ تجنبوا الالتفاف في رحلتهم العادية إذا كان ذلك ممكنًا على الإطلاق. توصي إرشادات كرو الهولندية بالدوارات فقط للتقاطعات مع حركة مرور آلية تصل إلى 1500 في الساعة. من أجل استيعاب حجم أكبر من حركة المرور، يوصون راكبي الدراجات بتقاطعات إشارات المرور أو فصل الصفوف. تشمل الأمثلة على فصل الدرجات لراكبي الدراجات الأنفاق، أو بشكل أكثر إثارة للإعجاب، الدوارات المرتفعة «العائمة» لراكبي الدراجات.

#### إشارات المرور / أنظمة التحكم بالمرور
تؤثر طريقة تصميم إشارات المرور وتنفيذها بشكل مباشر على راكبي الدراجات. على سبيل المثال، قد لا تكتشف أنظمة الكشف عن المركبات المعدلة بشكل سيئ، والمستخدمة لإحداث تغييرات في الإشارة، راكبي الدراجات بشكل صحيح. هذا يمكن أن يترك راكبي الدراجات في وضع الاضطرار إلى «تشغيل» الأضواء الحمراء إذا لم تصل أي مركبة آلية لإحداث تغيير في الإشارة. تستخدم بعض المدن أنظمة التحكم في حركة المرور التكيفية الحضرية، والتي تستخدم إشارات المرور المرتبطة لإدارة حركة المرور استجابة للتغيرات في الطلب. هناك حجة مفادها أن استخدام نظام التوقيت العالمي المنسق (UTC) لمجرد توفير سعة أكبر لحركة مرور السيارات سيؤدي ببساطة إلى نمو حركة المرور هذه. ومع ذلك، هناك المزيد من الآثار السلبية المباشرة. على سبيل المثال، عندما يتم ترتيب الإشارات لتزويد حركة مرور السيارات بما يسمى بالموجات الخضراء، يمكن أن يؤدي ذلك إلى إنشاء «موجات حمراء» لمستخدمي الطريق الآخرين مثل راكبي الدراجات وخدمات النقل العام. لقد قلب مديرو المرور في كوبنهاغن الآن هذا النهج رأساً على عقب ويربطون إشارات المرور الخاصة براكبي الدراجات على ممر دراجات شرياني رئيسي لتوفير موجات خضراء لحركة المرور في ساعات الذروة. ومع ذلك، فإن هذا لن يحل مشكلة الموجات الحمراء لراكبي الدراجات البطيئين (كبارًا وصغارًا) والسريع (فوق المتوسط من اللياقة). تشمل التدابير الخاصة بالدراجات التي يمكن تطبيقها عند إشارات المرور استخدام خطوط توقف متقدمة و / أو تجاوزات. في بعض الحالات، قد يتم منح راكبي الدراجات منعطفًا حرًا أو تجاوز إشارة إذا تحولوا إلى طريق على الجانب القريب.

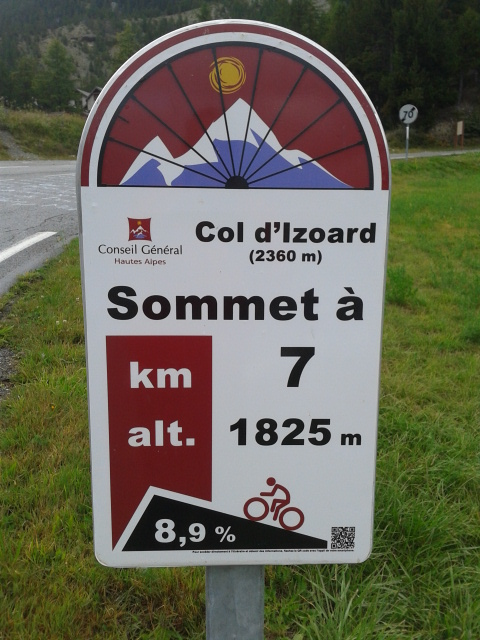
تم وضع أحد معالم ركوب الدراجات الجبلية على طول التسلق إلى كولد إيزوارد في جبال الألب الفرنسية.

### اللافتات
في العديد من الأماكن في جميع أنحاء العالم ، تُستخدم علامات خاصة للدراجات للإشارة إلى الاتجاهات والمسافات إلى وجهات راكبي الدراجات. بصرف النظر عن وضع العلامات في المناطق الحضرية وفيما بينها، أصبحت معالم ركوب الدراجات في الممر الجبلي خدمة مهمة لسائحي الدراجات. يزودون راكبي الدراجات بمعلومات حول وضعهم الحالي فيما يتعلق بقمة الممر الجبلي.
تُستخدم شبكات دورة العقدة الرقمية بشكل متزايد في أوروبا لإعطاء إشارات مرنة ومنخفضة التكلفة.

### توسيع الممرات الخارجية
تتمثل إحدى الطرق لتقليل الاحتكاك المحتمل بين راكبي الدراجات والمركبات الآلية في توفير «رصيف عريض»، أو «قريب»، ممرات (مصطلحات المملكة المتحدة) أو «عريض بالخارج من خلال ممر» (مصطلحات الولايات المتحدة). تزيد هذه الممرات العريضة من احتمال تجاوز سائقي السيارات راكبي الدراجات على مسافة آمنة دون الحاجة إلى تغيير الحارات. يعتبر هذا مهمًا بشكل خاص على الطرق التي تحتوي على نسبة عالية من المركبات العريضة مثل الحافلات أو مركبات البضائع الثقيلة (HGVs). كما أنها توفر مساحة أكبر لراكبي الدراجات لتصفية قوائم انتظار السيارات السابقة في ظروف مزدحمة ولتجاوز بعضهم البعض بأمان. نظرًا لميل جميع مستخدمي المركبات إلى البقاء في منتصف مسارهم، سيكون من الضروري تقسيم مسار الدورة بخط أبيض متقطع لتسهيل التجاوز الآمن. التجاوز أمر لا غنى عنه لراكبي الدراجات، لأن السرعات لا تعتمد على الحد القانوني للسرعة، ولكن على قدرة الراكب.

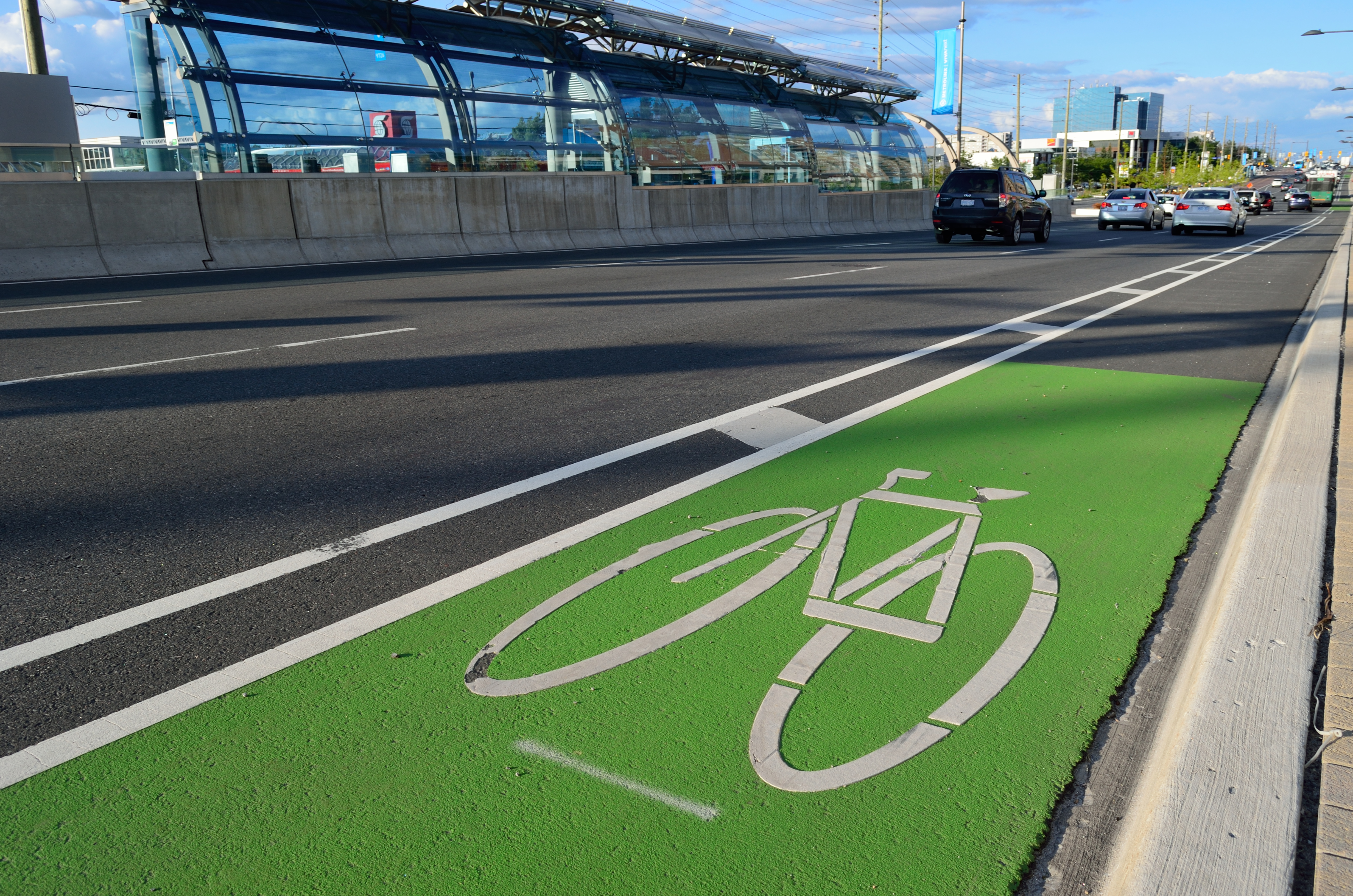
ممر دراجات معزول في فوجان، أونتاريو، كندا.

تم اعتماد استخدام هذه الممرات بشكل خاص من قبل ركوب الدراجات: الطريق إلى الأمام للبلدات والمدن، وثيقة سياسة المفوضية الأوروبية بشأن تعزيز الدورة.

### مساحة مشتركة

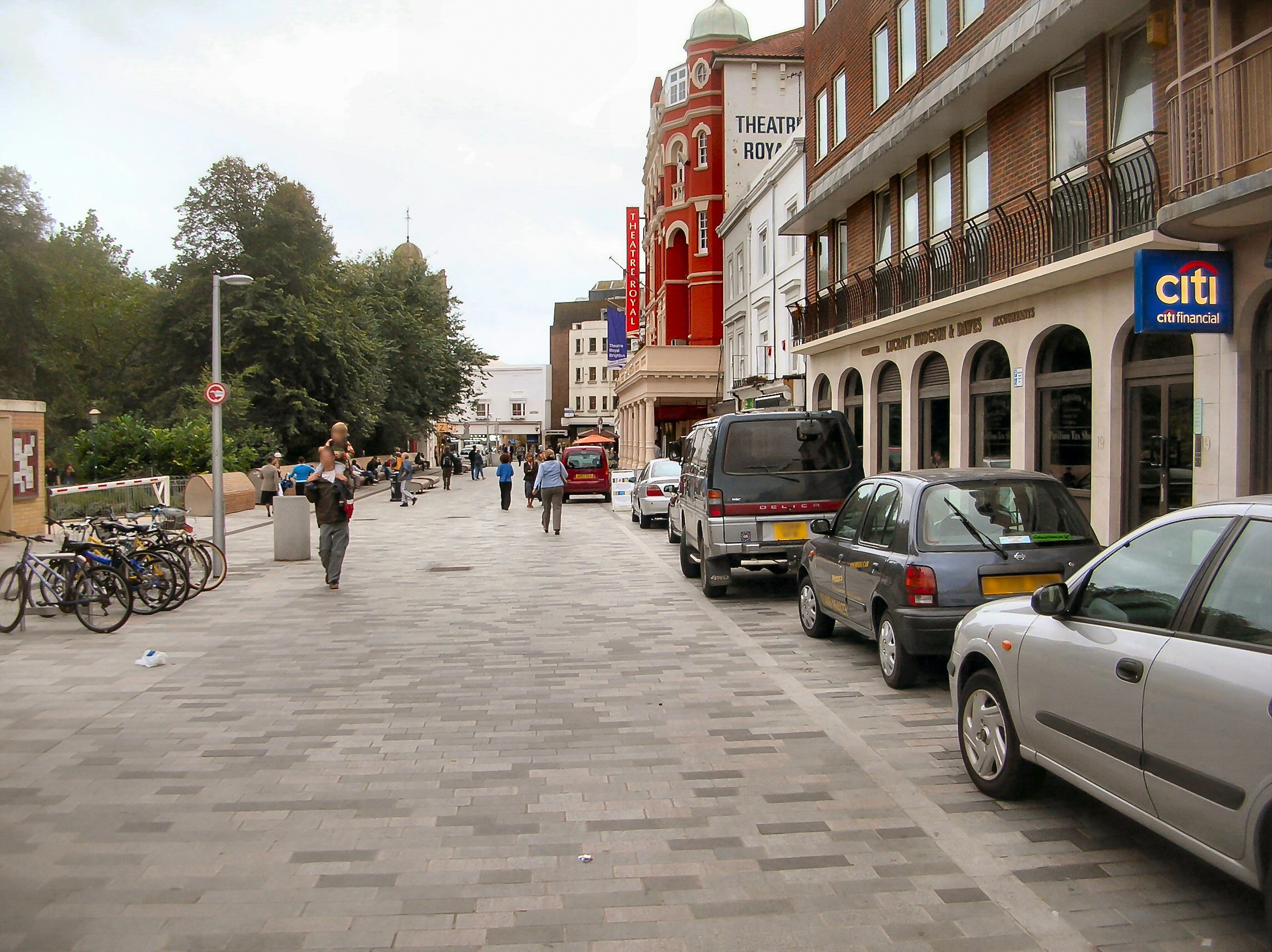
الطريق الجديد، برايتون - خفض مخطط المساحة المشتركة حركة مرور السيارات بنسبة 93٪.

تعمل مخططات المساحات المشتركة على توسيع هذا المبدأ بشكل أكبر عن طريق إزالة الاعتماد على علامات الحارات تمامًا، وكذلك إزالة علامات وإشارات الطريق، مما يسمح لجميع مستخدمي الطريق باستخدام أي جزء من الطريق، ومنح جميع مستخدمي الطريق أولوية متساوية ومسؤولية متساوية عن سلامة بعضهم البعض. تُظهر التجارب التي تُستخدم فيها هذه المخططات أن مستخدمي الطريق، وخاصة سائقي السيارات، الذين لا توجههم لافتات أو حواجز أو علامات على الطريق، يقللون من سرعتهم ويقيمون اتصالًا بالعين مع مستخدمين آخرين. تظهر النتائج من آلاف من هذه التطبيقات في جميع أنحاء العالم انخفاضًا في عدد الضحايا كما يُظهر معظمها أوقاتًا أقل للرحلة. بعد التحويل الجزئي لشارع كينسينجتون هاي ستريت بلندن إلى مساحة مشتركة، انخفضت الحوادث بنسبة 44٪ (كان متوسط لندن 17٪).

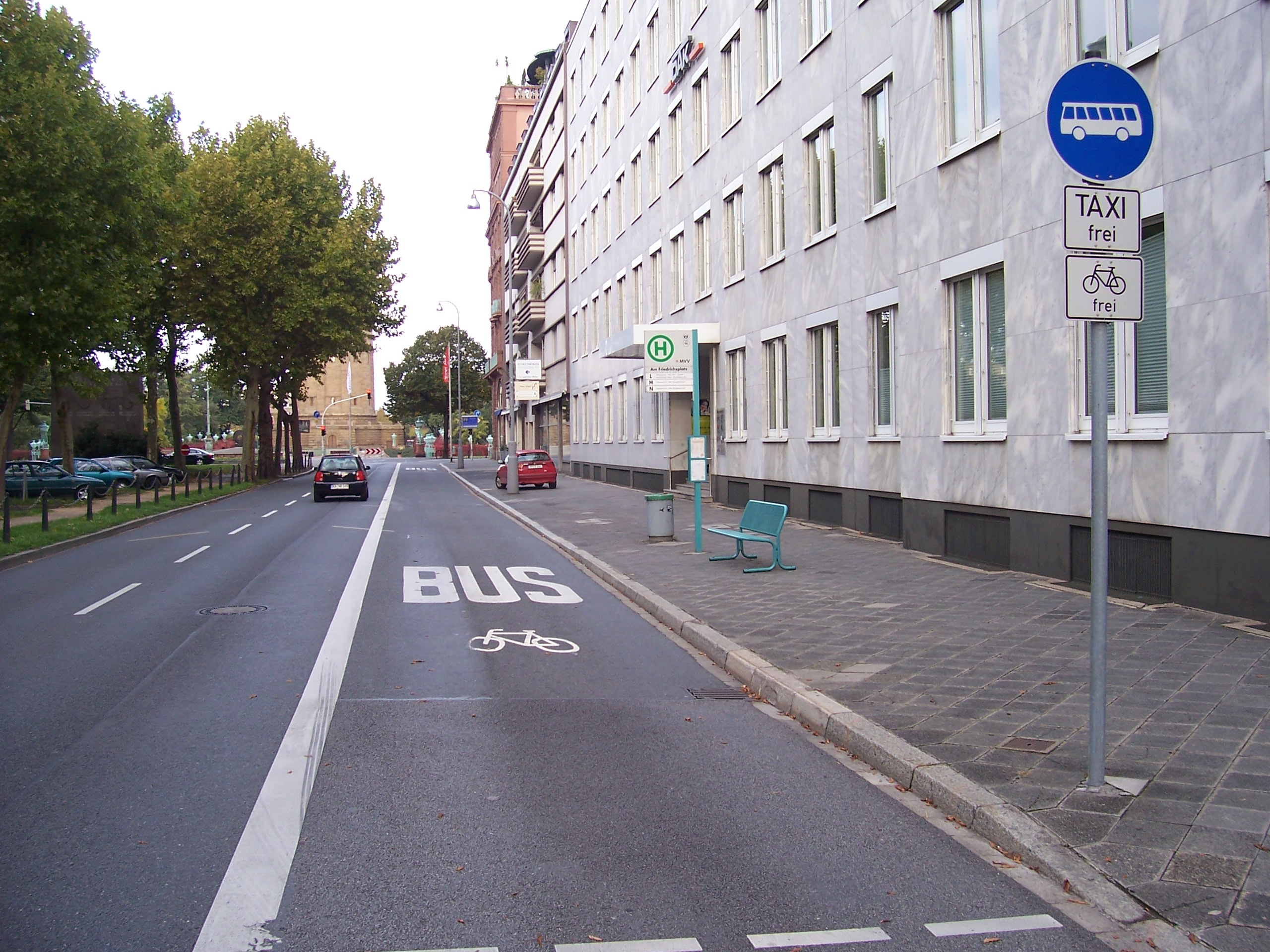
ممر مشترك للحافلات والدراجات في مانهايم ، ألمانيا

يجادل CFI عن عرض حارة ملحوظ يبلغ 4.25 متر (13.9 قدم) . على الطرق غير المقسمة، يوفر العرض لراكبي الدراجات خلوصًا كافيًا من عبور المركبات الثقيلة بينما يكون ضيقًا بدرجة كافية لردع السائقين عن «المضاعفة» لتشكيل مسارين. قد يكون هذا التأثير «المضاعف» مرتبطًا بالوصلات. في المواقع غير المتصلة، قد يكون من الأفضل عرض أكبر إذا أمكن تجنب هذا التأثير. تؤيد المفوضية الأوروبية بشكل خاص الممرات الواسعة في وثيقة سياستها الخاصة بتعزيز ركوب الدراجات، ركوب الدراجات: الطريق إلى الأمام بالنسبة للبلدات والمدن.

### ممرات الحافلات والدراجات المشتركة
ممرات الحافلات والدراجات المشتركة هي أيضًا طريقة لتوفير مساحة أكثر راحة وأمانًا لراكبي الدراجات. اعتمادًا على عرض الممر وسرعات الحافلات وعددها وعوامل محلية أخرى، تختلف سلامة وشعبية هذا الترتيب.
ممرات الحافلات / الدراجات المختلطة غير شائعة في هولندا. وفقًا لإرشادات السلامة المستدامة، فإنهم ينتهكون مبدأ التجانس ويضعون مستخدمي الطريق من كتل مختلفة جدًا وسلوك السرعة في نفس المسار، وهو أمر لا يُنصح به عمومًا.

### سطح الطريق
نظرًا لأن إطارات الدراجات ضيقة، فإن سطح الطريق أكثر أهمية من وسائل النقل الأخرى، من أجل الراحة والأمان. يجب أن يأخذ مهندس نقل الدراجات في الاعتبار نوع ووضع مصارف العواصف، وغرف التفتيش، وعلامات السطح، وجودة سطح الطريق العامة. يجب ألا تعلق قضبان الصرف، على سبيل المثال، العجلات.

## مرافق نهاية الرحلة

### ترتيبات وقوف الدراجات / التخزين

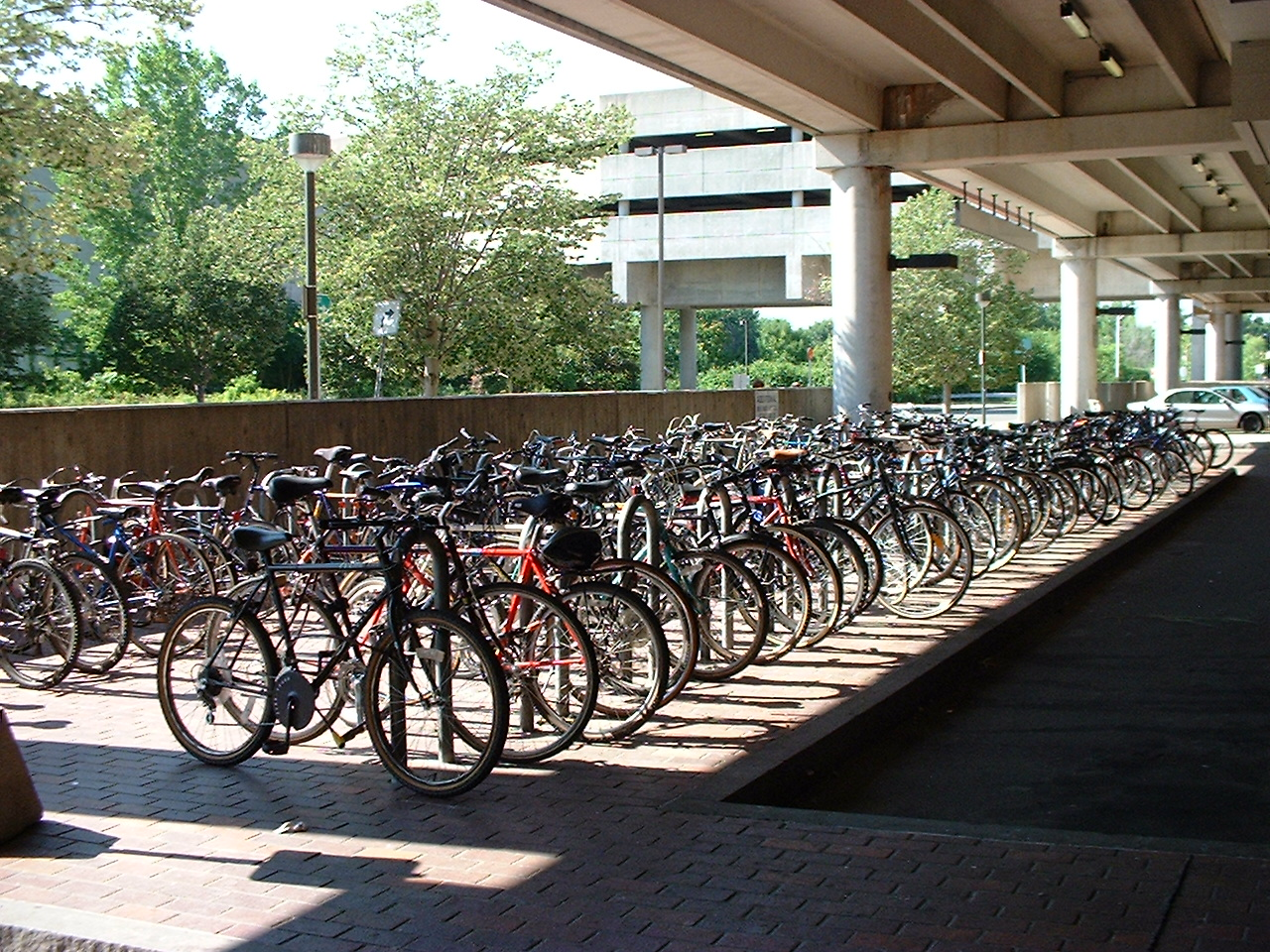
موقف دراجات في محطة مترو الأنفاق في كامبريدج، ماساتشوستس، الواقعة عند تقاطع ثلاثة مسارات للدراجات.

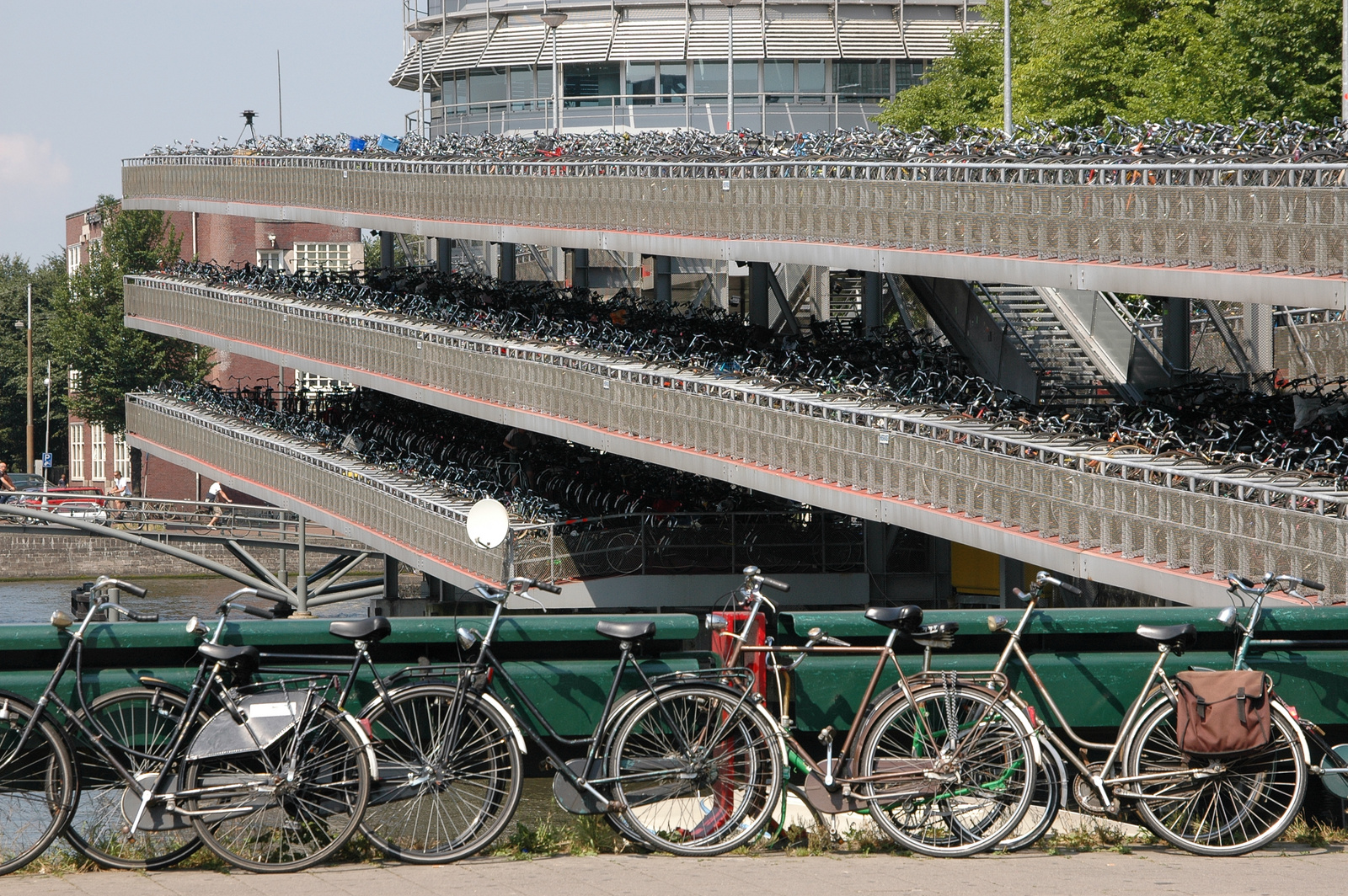
موقف دراجات متعدد الطوابق في أمستردام.

نظرًا لأن وقوف الدراجات الآمن والمريح هو عامل رئيسي في التأثير على قرار الشخص بالدراجة ، يجب توفير بنية تحتية لوقوف السيارات لتشجيع استيعاب ركوب الدراجات. تتضمن مواقف الدراجات اللائقة بنية تحتية مقاومة للطقس مثل الخزانات، والمدرجات ، وحدائق الدراجات المأهولة أو غير المأهولة، بالإضافة إلى مرافق وقوف الدراجات داخل أماكن العمل لتسهيل التنقل بالدراجة . كما أنه سيساعد إذا تم وضع ترتيبات قانونية معينة لتمكين وقوف السيارات المخصص بشكل شرعي، على سبيل المثال للسماح للأشخاص بقفل دراجاتهم على الدرابزين واللافتات وأثاث الشوارع الأخرى عند عدم توفر مواقف فردية مناسبة للدراجات.

### مرافق نهاية الرحلة الأخرى
يحتاج بعض الناس إلى ارتداء ملابس خاصة مثل بدلات العمل أو الزي الرسمي في عملهم اليومي. في بعض الحالات، قد تجعل طبيعة البنية التحتية لركوب الدراجات والظروف الجوية السائدة من الصعب للغاية تدوير ملابس العمل والحفاظ عليها في حالة جيدة المظهر. يُقال أنه يمكن تشجيع هؤلاء العمال على ركوب الدراجات من خلال توفير الخزائن وغرف تغيير الملابس ومرافق الاستحمام حيث يمكنهم تغييرها قبل بدء العمل.

## تدابير الحد من السرقة
سرقة الدراجات الهوائية هي واحدة من المشاكل الرئيسية التي تبطئ تطور ركوب الدراجات في المناطق الحضرية. سرقة الدراجات لا تشجع راكبي الدراجات المنتظمين على شراء دراجات جديدة، فضلاً عن إبعاد الأشخاص الذين قد يرغبون في الاستثمار في دراجة.
يمكن أن تساعد عدة إجراءات في تقليل سرقة الدراجات:
- تسجيل الدراجة لتمكين الاسترداد في حالة السرقة
- توعية راكبي الدراجات بأجهزة الحماية من السرقة واستخدامها الفعال
- عمليات اللدغة المتصاعدة للقبض على اللصوص
- موقف آمن للدراجات: توفير مرافق وقوف آمنة للدراجات [77] مثل مواقف الدراجات المحروسة (المأهولة أو المراقبة بالكاميرا) أو خزانات الدراجات
- تعزيز الأجهزة لتمكين التتبع عن بعد لموقع الدراجة
- استهداف دائرة اللصوص
- استخدام الدراجات القابلة للطي التي يمكن تخزينها بأمان (على سبيل المثال) في دورات المياه أو تحت المكاتب.

تطبق دول أوروبية معينة مثل هذه الإجراءات بنجاح، مثل هولندا أو مدن ألمانية معينة باستخدام التسجيل والاسترداد. منذ منتصف عام 2004، أنشأت فرنسا نظام تسجيل ، في بعض الأماكن يسمح بوضع الدراجات المسروقة في الملف بالشراكة مع جمعيات راكبي الدراجات الحضرية. أدى هذا النهج إلى زيادة معدل استرداد الدراجات المسروقة إلى أكثر من 40 ٪. بالمقارنة، قبل بدء التسجيل، كان معدل الاسترداد في فرنسا حوالي 2 ٪.
في بعض مناطق المملكة المتحدة، تُترك الدراجات المزودة بأجهزة تتبع الموقع مؤمنة بشكل سيئ في النقاط الساخنة للسرقة. عند سرقة الدراجة، يمكن للشرطة تحديد مكانها والقبض على اللصوص. يؤدي هذا أحيانًا إلى تفكيك حلقات سرقة الدراجات المنظمة، حيث تتمتع سرقة الدراجة عمومًا بأولوية منخفضة جدًا لدى الشرطة.

## رفع دراجات

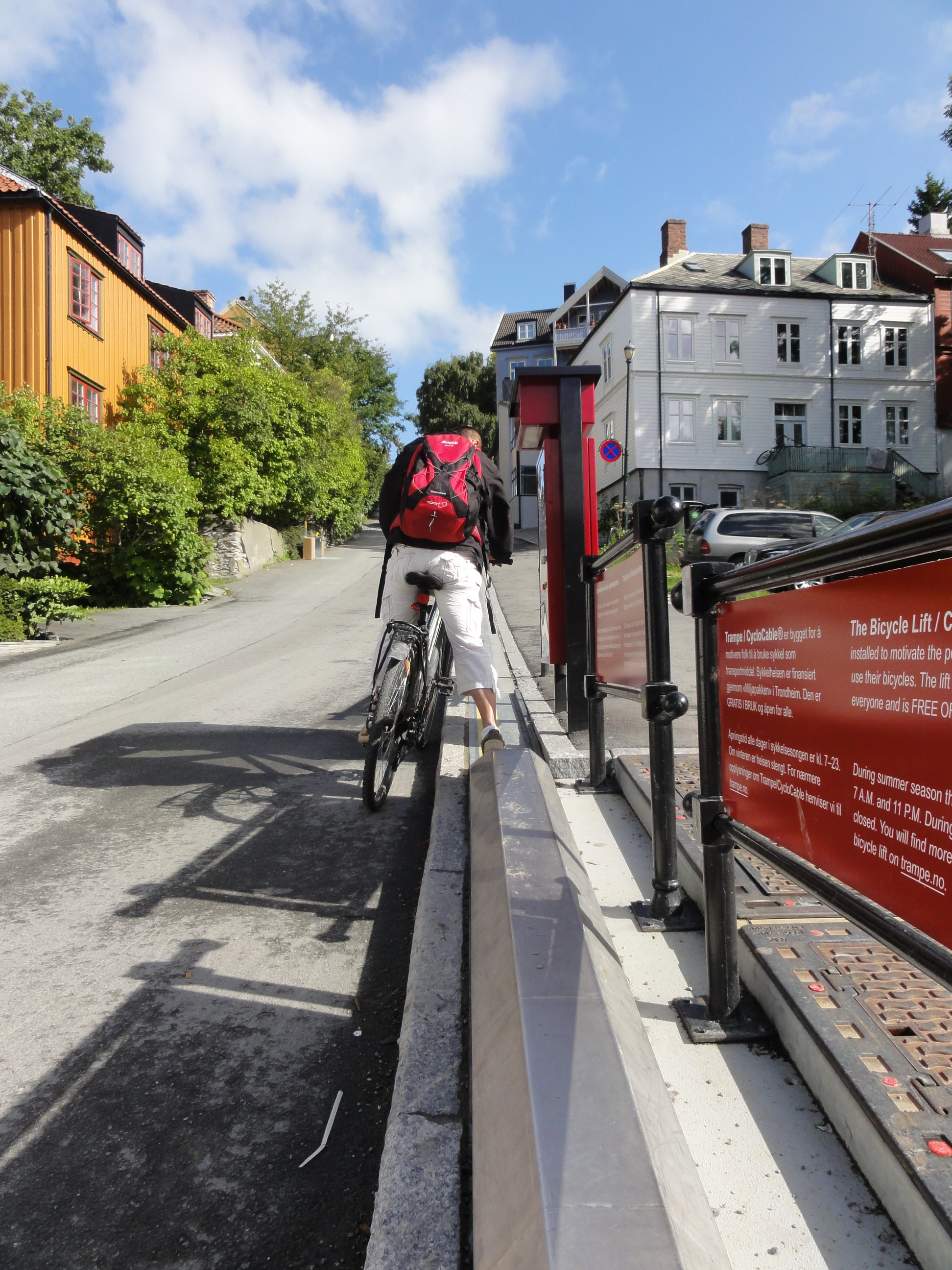
مصعد دراجات في تروندهايم، النرويج

تستخدم مصاعد الدراجات لنقل الدراجات إلى أعلى السلالم والتلال شديدة الانحدار. يتم استخدامها لتحسين إمكانية الوصول وتشجيع ركوب الدراجات غير الرسمي.
تستخدم السلالم المتحركة على نطاق واسع في شرق آسيا وتستخدم في أجزاء من أوروبا.

## تأثير
وفقًا لدراسة عام 2019، ترتبط البنية التحتية للدراجات المحمية والمنفصلة بنتائج أمان أكبر لجميع مستخدمي الطريق.
وجدت مراجعة أجريت عام 2021 للبحث الحالي أن إغلاق ممرات السيارات واستبدالها بممرات الدراجات أو ممرات المشاة كان له آثار اقتصادية إيجابية أو غير مهمة.
وجدت دراسة حالة وضبط للمدن عام 2021 أن إعادة توزيع مساحة الشوارع للبنية التحتية لركوب الدراجات - لما يسمى بـ «ممرات الدراجات المنبثقة» أثناء وباء فيروس كورونا 19 - تؤدي إلى زيادات إضافية كبيرة في ركوب الدراجات. قد يكون هذه كبيرة البيئية فوائد والصحة  التي تعهدت صناع القرار المعاصرة السعي بصدق لمع الأهداف التي وضعت مثل CO 2 خفض الانبعاثات بنسبة 55٪ بحلول عام 2030 من قبل الاتحاد الأوروبي، التخفيف من آثار تغير المناخ مسؤوليات اتفاق باريس والاتحاد الأوروبي قواعد جودة الهواء.

## التكامل مع النقل العام

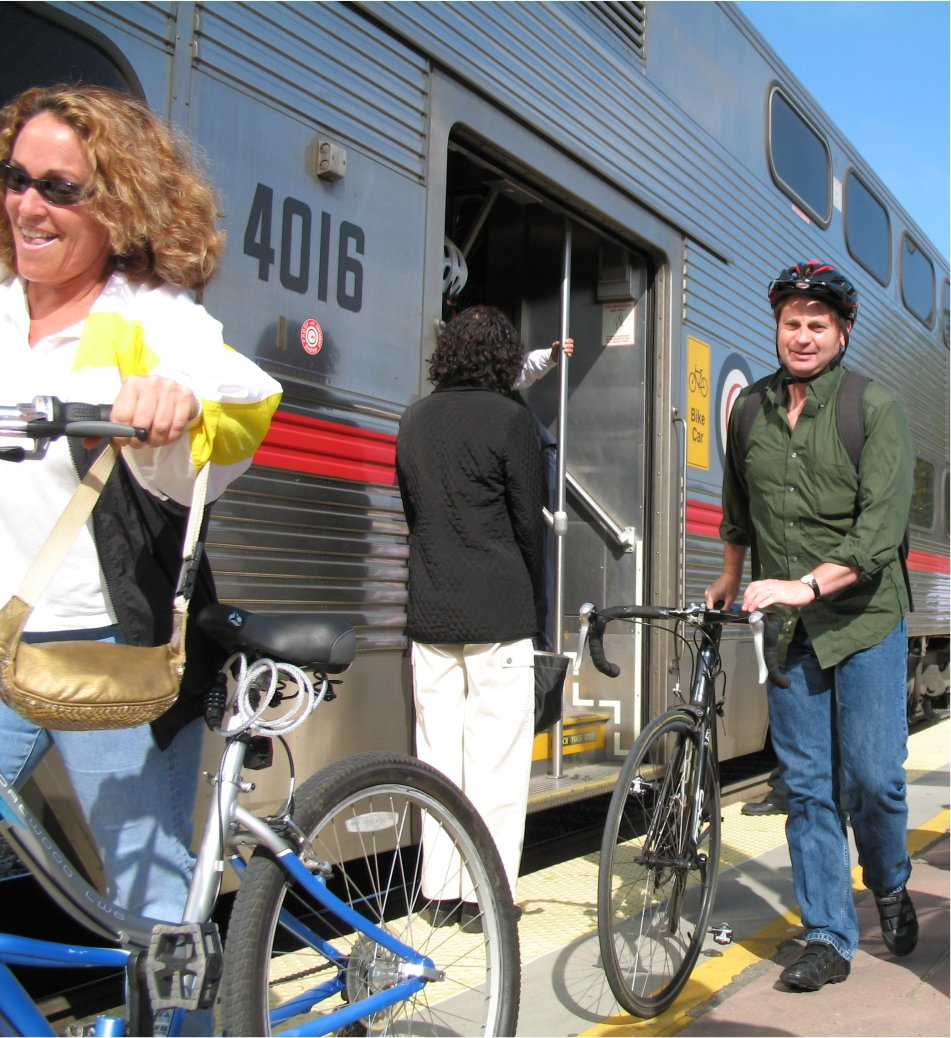
ركاب الدراجات ينزلون في محطة بالو ألتو في بالو ألتو، كاليفورنيا

غالبًا ما يتم دمج ركوب الدراجات مع وسائل النقل الأخرى. على سبيل المثال، قد يبدأ عدد كبير من رحلات القطار في هولندا والدنمارك بالدراجة. في عام 1991، ذهب 44٪ من مسافري القطارات الهولنديين إلى محطاتهم المحلية بالدراجة و14٪ استخدموا الدراجات في وجهاتهم. يُزعم أن المكونات الرئيسية لهذا هي:
- خدمة قطار فعالة وجذابة وبأسعار معقولة
- مواقف آمنة للدراجات في محطات القطار
- نظام تأجير دراجات سريع وسهل للركاب، مخطط OV للدراجات، [84] في محطات القطار
- سياسة تخطيط المدن التي تؤدي إلى نسبة كافية من السكان المحتملين للركاب (على سبيل المثال 44٪) الذين يعملون ضمن مسافة ركوب دراجات معقولة من محطات القطار.

لقد قيل فيما يتعلق بهذا الجانب من السياسة الهولندية أو الدنماركية أن الاستثمار المستمر في خدمات السكك الحديدية أمر حيوي للحفاظ على مستويات استخدامها للدورة.
تم دمج ركوب الدراجات والمواصلات العامة بشكل جيد في اليابان. ابتداءً من عام 1978، وسعت اليابان عرض مواقف الدراجات في محطات السكك الحديدية من 598000 مكانًا في عام 1977 إلى 2,382,000 مكانًا في عام 1987. اعتبارًا من عام 1987، تضمنت الأحكام اليابانية 516 مرآبًا متعدد الطوابق لمواقف الدراجات.
في كانون الثاني (يناير) 2007، تبنى البرلمان الأوروبي اقتراحًا يقضي بأن تحمل جميع القطارات الدولية دراجات. في بعض المدن، يمكن أيضًا حمل الدراجات في القطارات والترام والحافلات المحلية بحيث يمكن استخدامها في أي من طرفي الرحلة. تسمح شركة راينبان ترانزيت في دوسلدورف بنقل الدراجات في جميع خدمات الحافلات والترام والقطارات في أي وقت من اليوم. في ميونيخ، يُسمح بالدراجات في قطارات اس-بهان للركاب خارج ساعات الذروة،  ويُسمح بالدراجات القابلة للطي في حافلات المدينة. في كوبنهاغن، يمكنك اصطحاب دراجتك معك في قطارات كوبنهاجن اس للركاب، كل الأوقات في اليوم دون أي تكاليف إضافية. في فرنسا، تم تحويل بعض من سعتها من الدرجة الأولى إلى قطارات عالية السرعة المرموقة لتخزين الدراجات.  كانت هناك أيضًا مخططات، كما هو الحال في فيكتوريا وكولومبيا البريطانية وأكاديا وكانبيرا، أستراليا لتوفير عربة للدراجات في حافلات تستخدم حاملات دراجات خارجية.

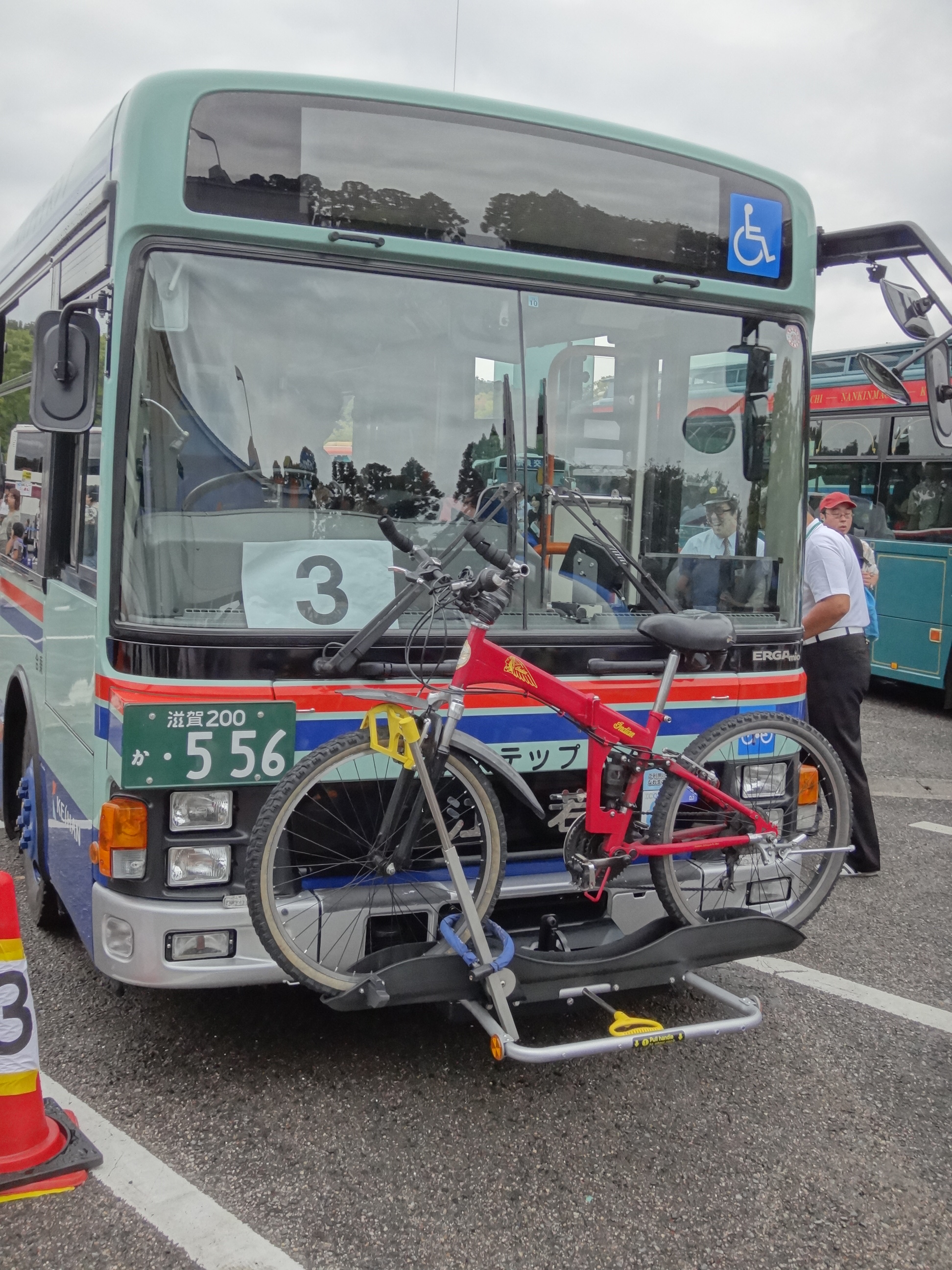
حافلة كوجاكو في محافظة شيغا، اليابان

في بعض المدن الكندية، بما في ذلك إدمونتون وألبرتا وتورنتو وأونتاريو ، تحتوي الحافلات على معظم طرق المدينة على ناقلات خارجية للدراجات ، ويُسمح بالدراجات في قطارات السكك الحديدية الخفيفة دون أي تكلفة إضافية خارج ساعة الذروة. تسمح جميع حافلات النقل العام في شيكاغو وضواحيها بدراجتين بحد أقصى في جميع الأوقات. وينطبق الشيء نفسه على حافلات جراند ريفر ترانزيت في منطقة واترلو، أونتاريو، كندا. تسمح القطارات بالدراجات مع بعض القيود. في حالة عدم توفر مثل هذه الخدمات، يتغلب بعض راكبي الدراجات على هذا التقييد عن طريق إزالة دواساتهم وفك مقودهم لتلائم صندوقًا أو باستخدام دراجات قابلة للطي يمكن إحضارها إلى القطار أو الحافلة مثل قطعة من الأمتعة. يسرد المقال عن الحافلات في كرايستشيرش، نيوزيلندا، 27 طريقًا مع حامل للدراجات.
ومع ذلك، هناك اختلافات ثقافية قوية في كيفية التعامل مع ركوب الدراجات في مثل هذه الحالات. على سبيل المثال في الأيرلندية الجامعة مدينة غالواي، نفس المدينة التي اقترحت راكبي الدراجات ترجل والمشي عبر كل تقاطع، ممنوع وقوف السيارات آمن للدراجات داخل أراضي محطة القطار المركزية. ومع ذلك، تتوفر مواقف للسيارات بسعر مخفض من أجل سائقي السيارات يحمل تذكرة قطار صالحة.

## أنظمة مشاركة الدراجات
نظام مشاركة الدراجات، نظام الدراجات العام، أو مخطط مشاركة الدراجة، هي خدمة يتم فيها توفير الدراجات للاستخدام المشترك للأفراد على المدى القصير جدا. تسمح مخططات مشاركة الدراجة للأشخاص باستعارة دراجة من النقطة«أ» وإعادتها عند النقطة«ب». العديد من أنظمة مشاركة الدراجات على أساس الاشتراك.

## أمثلة على البنية التحتية لركوب الدراجات

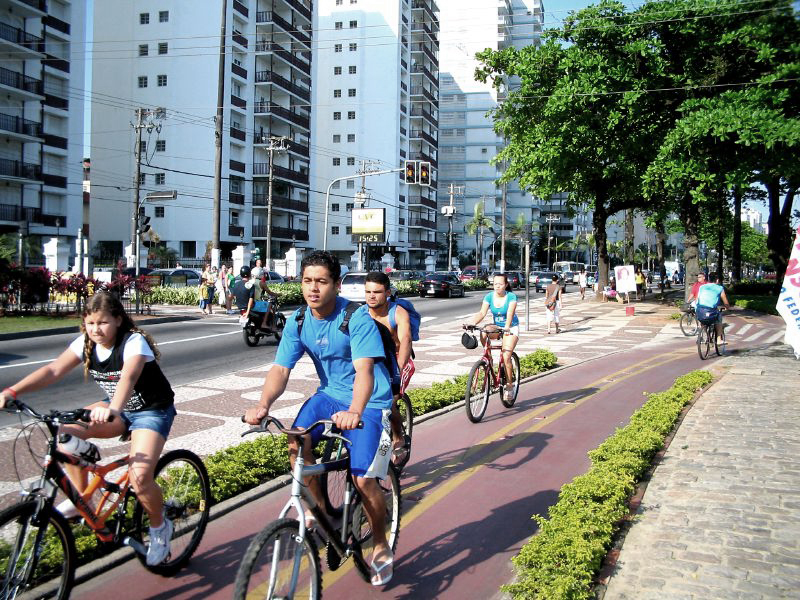
ركوب الدراجات سانتوس، البرازيل
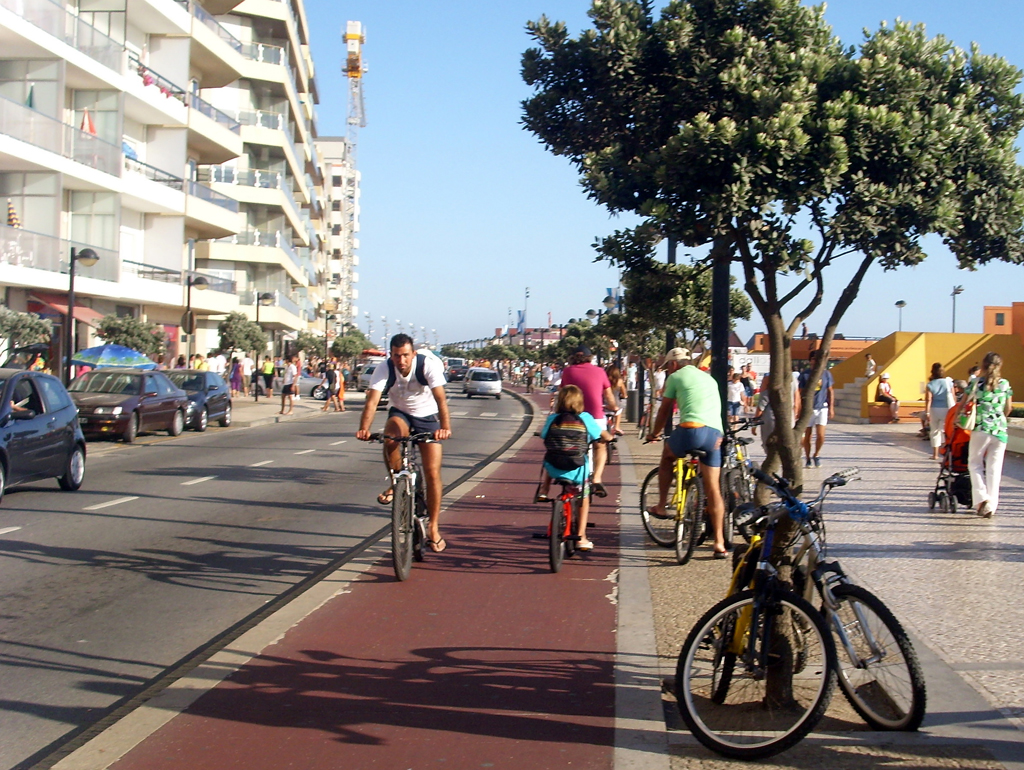
بيكيواي في البرتغال
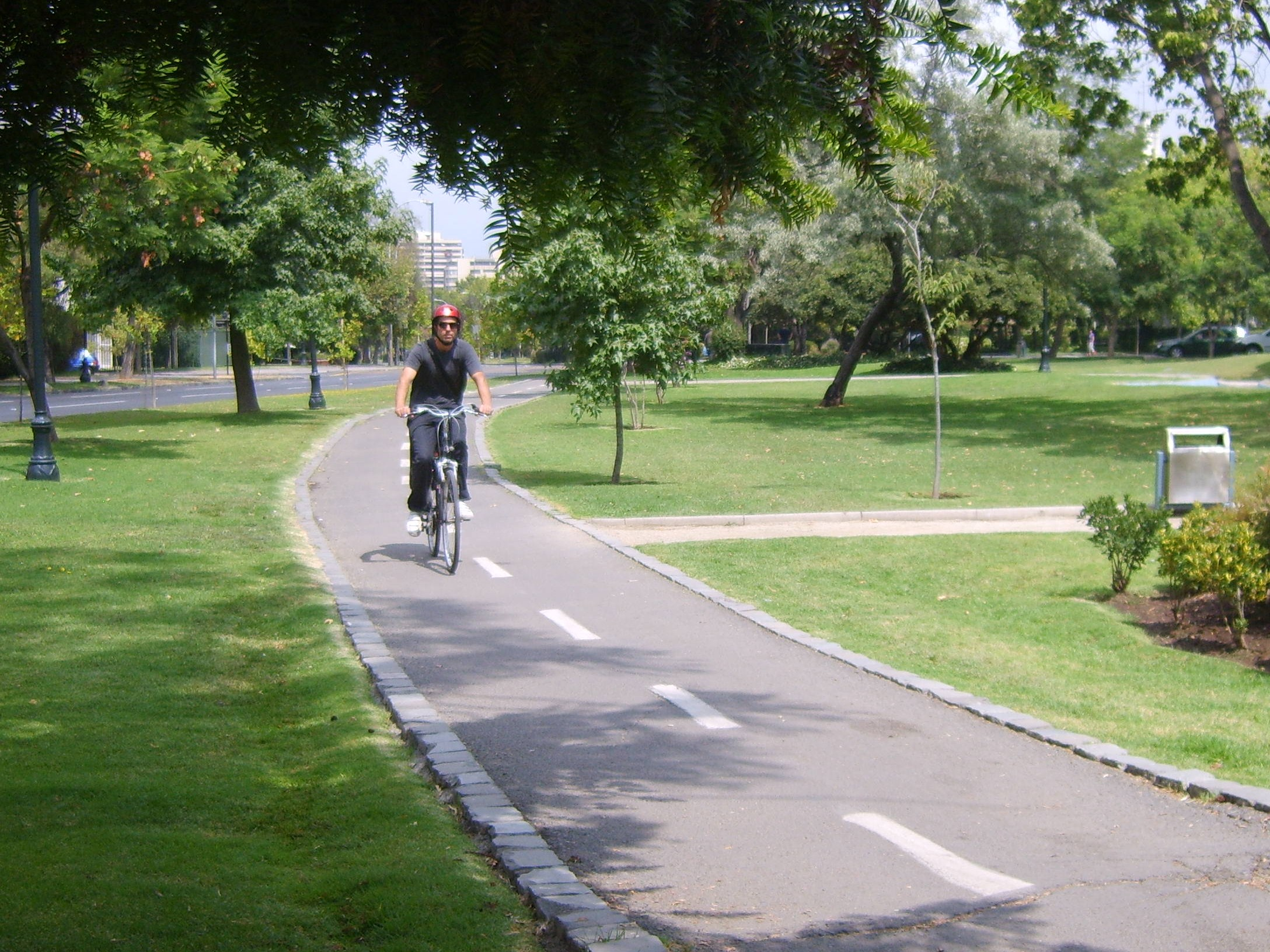
طريق الدراجات في بوكورو, شيلي
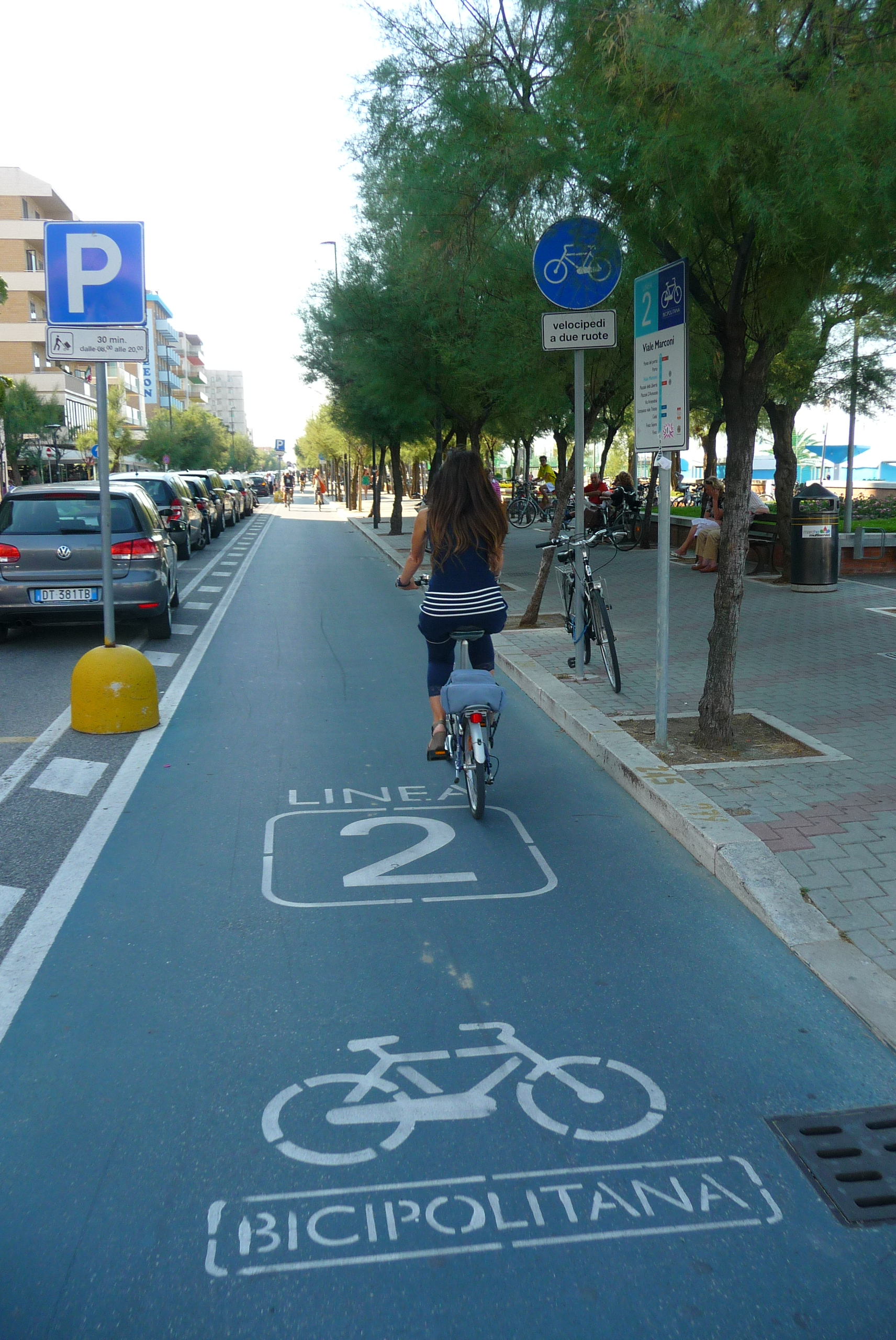
بيكيواي في بيزارو، إيطاليا
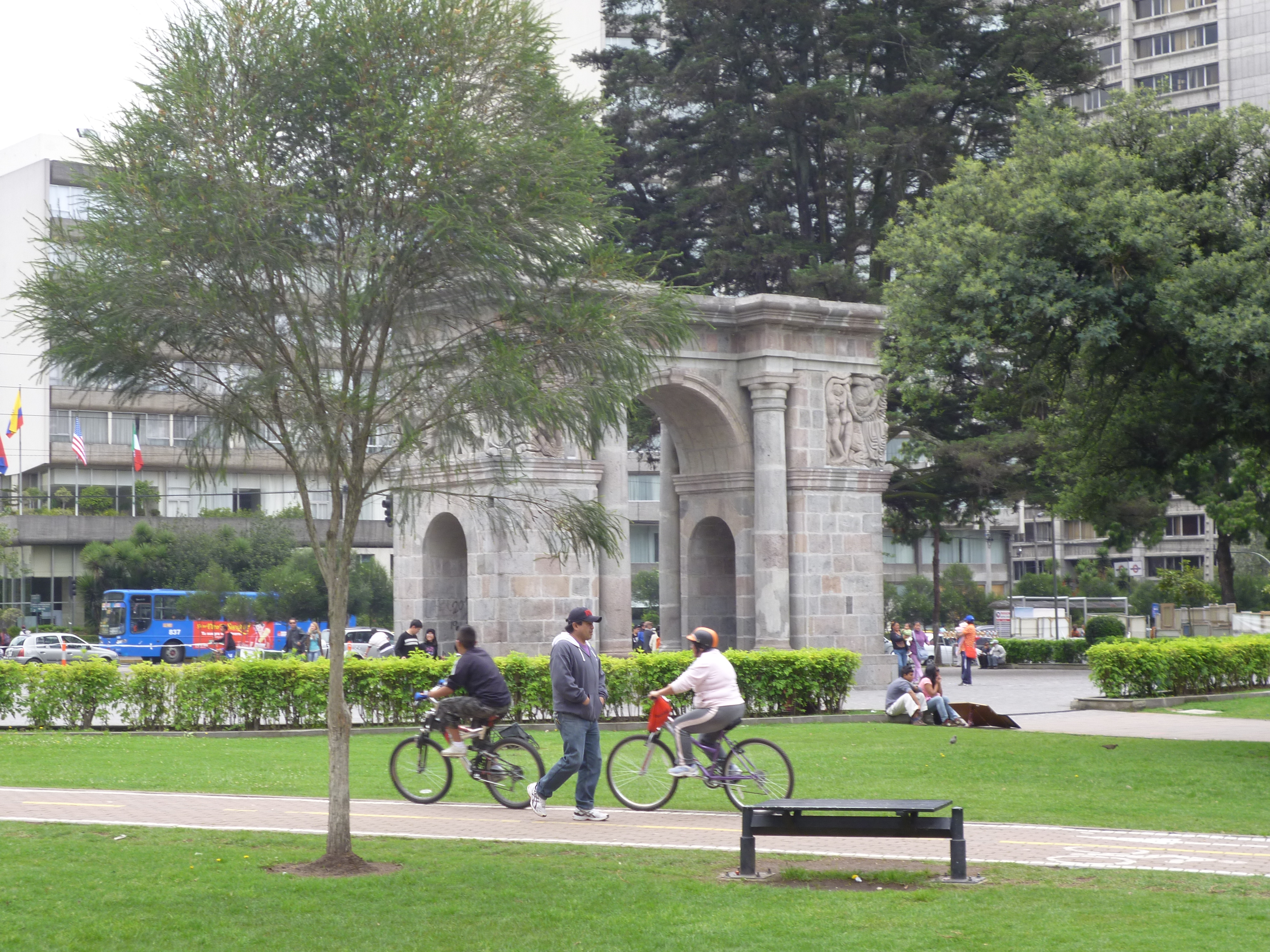
سيكلوباسيو, حديقة سيكلوف إرما إيجيدو كيتو، إكوادور

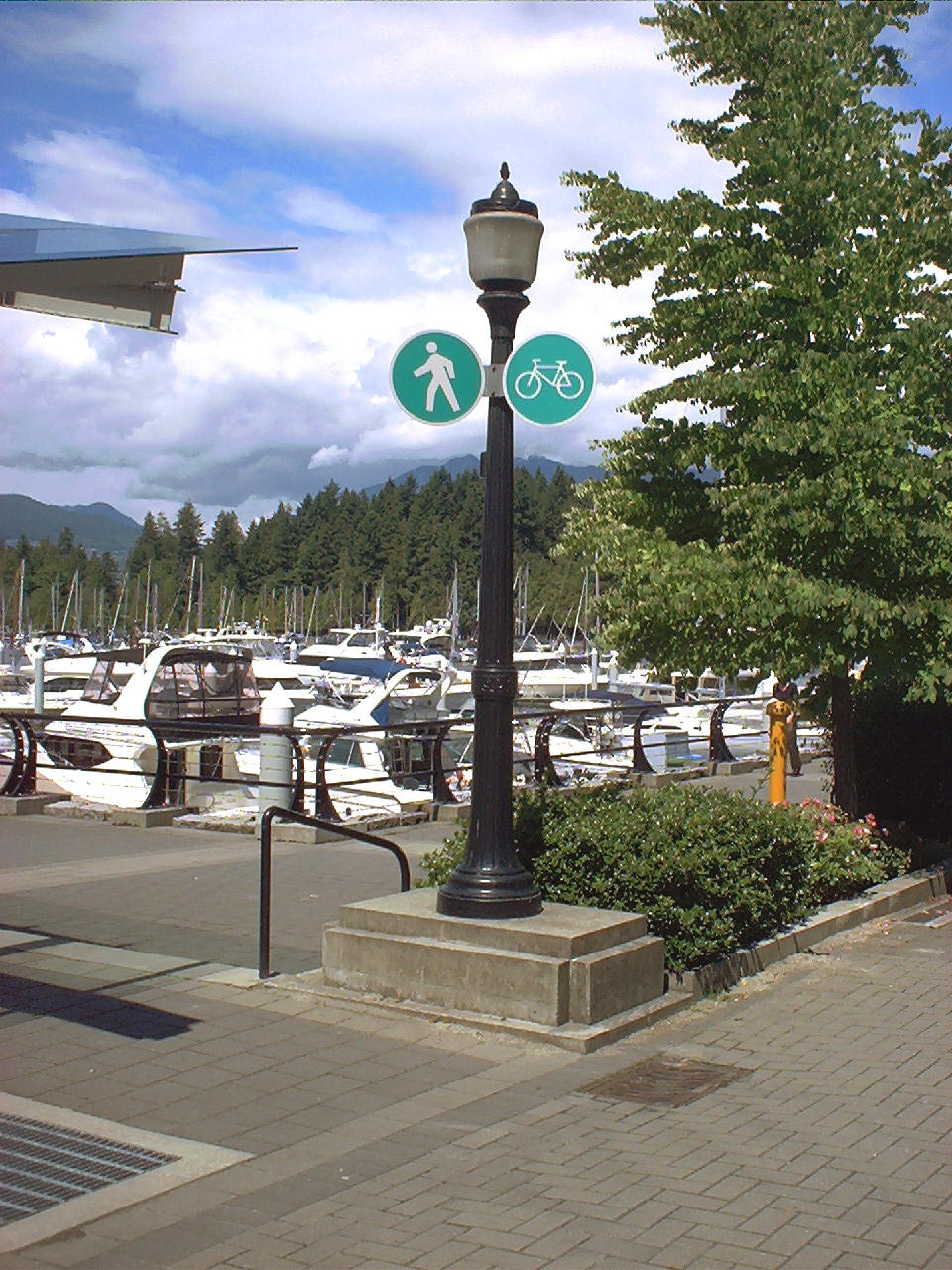
ترانس كندا تريل على طول ميناء الفحم في وسط المدينة فانكوفر ، كولومبيا البريطانية
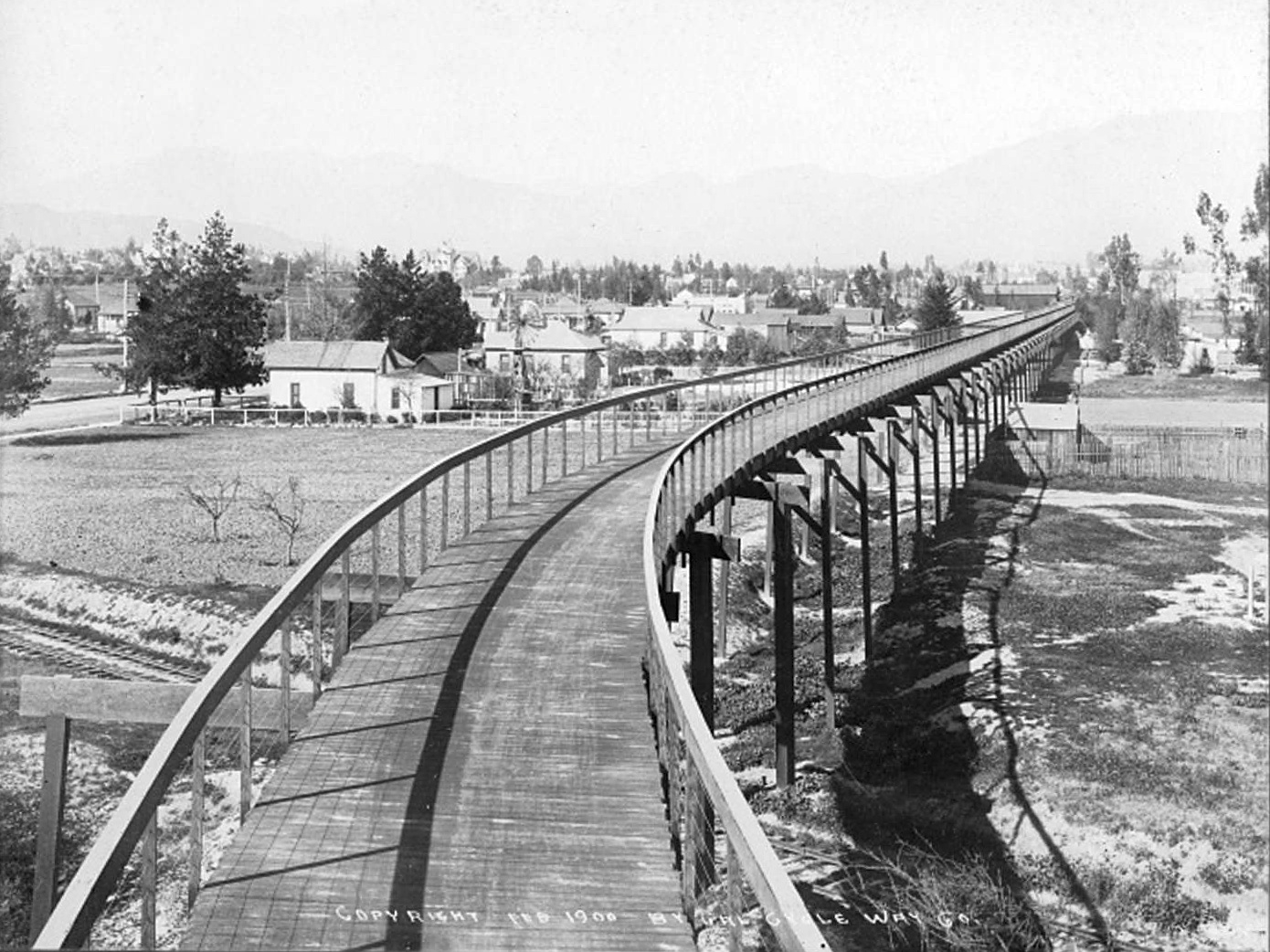
ركوب الدراجات في لوس أنجلوس، كاليفورنيا سيكليواي في عام 1900
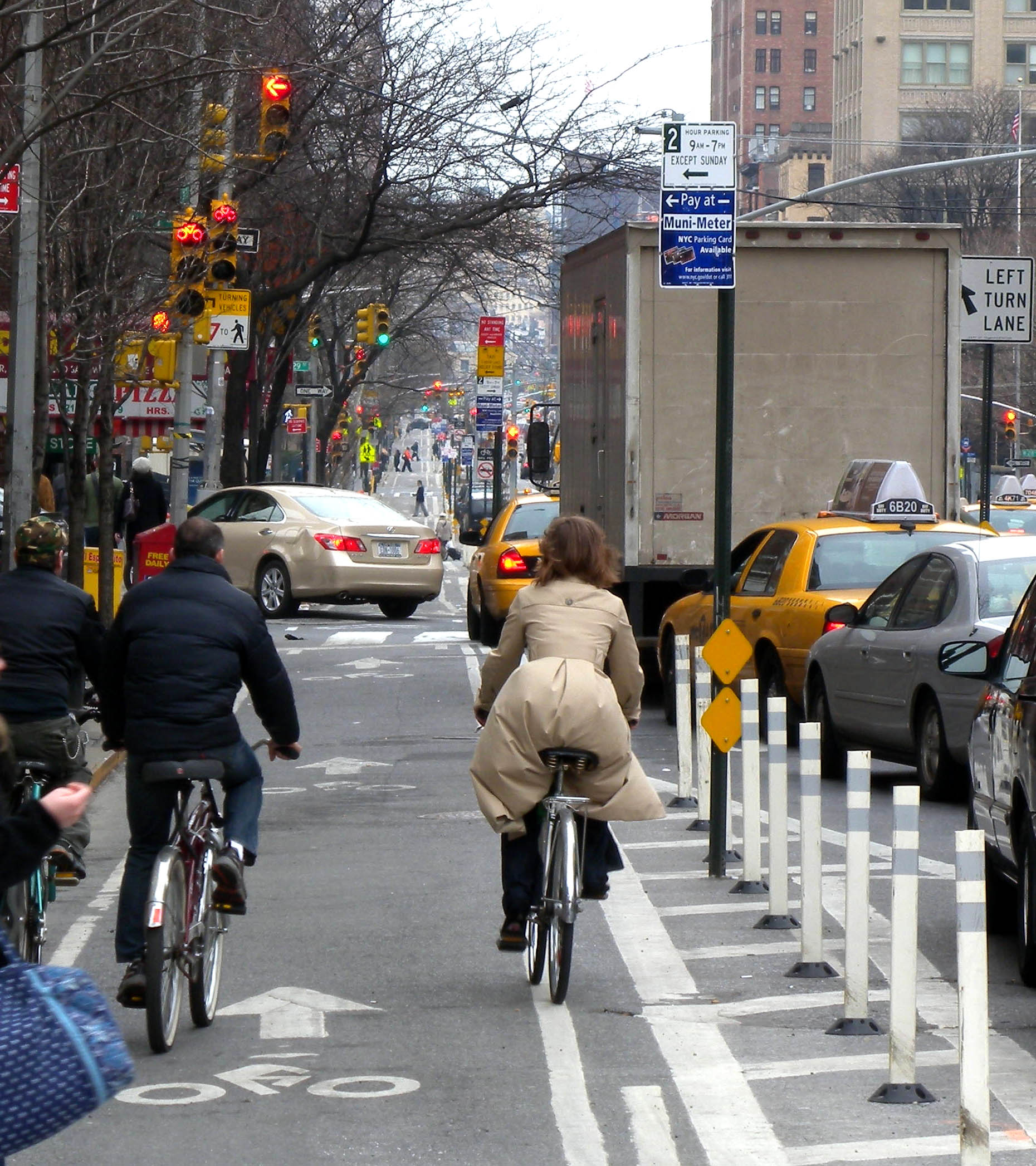
ركوب الدراجات في مدينة نيويورك
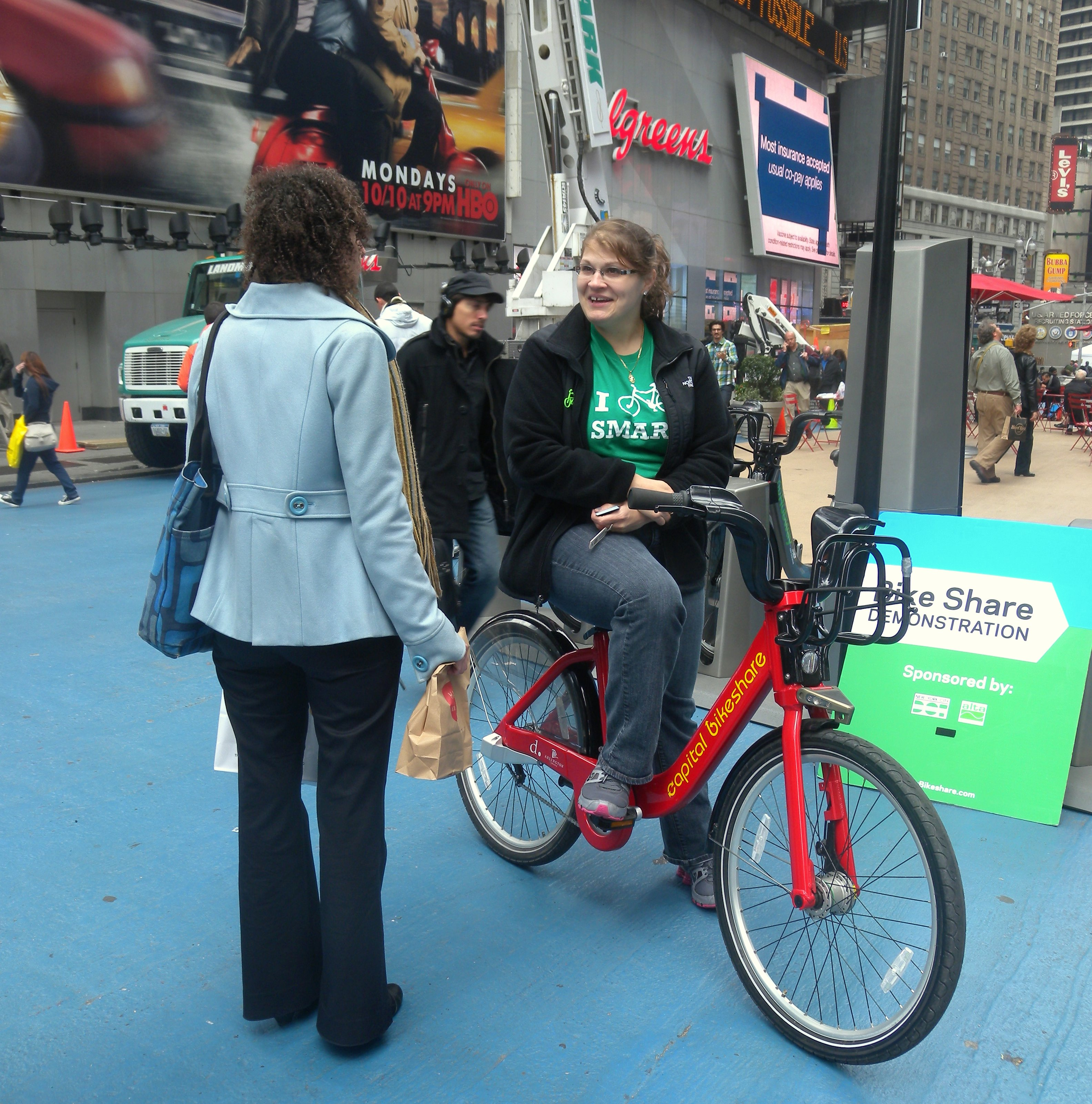
مدينة نيويورك تايمز سكوير نظام مشاركة الدراجات
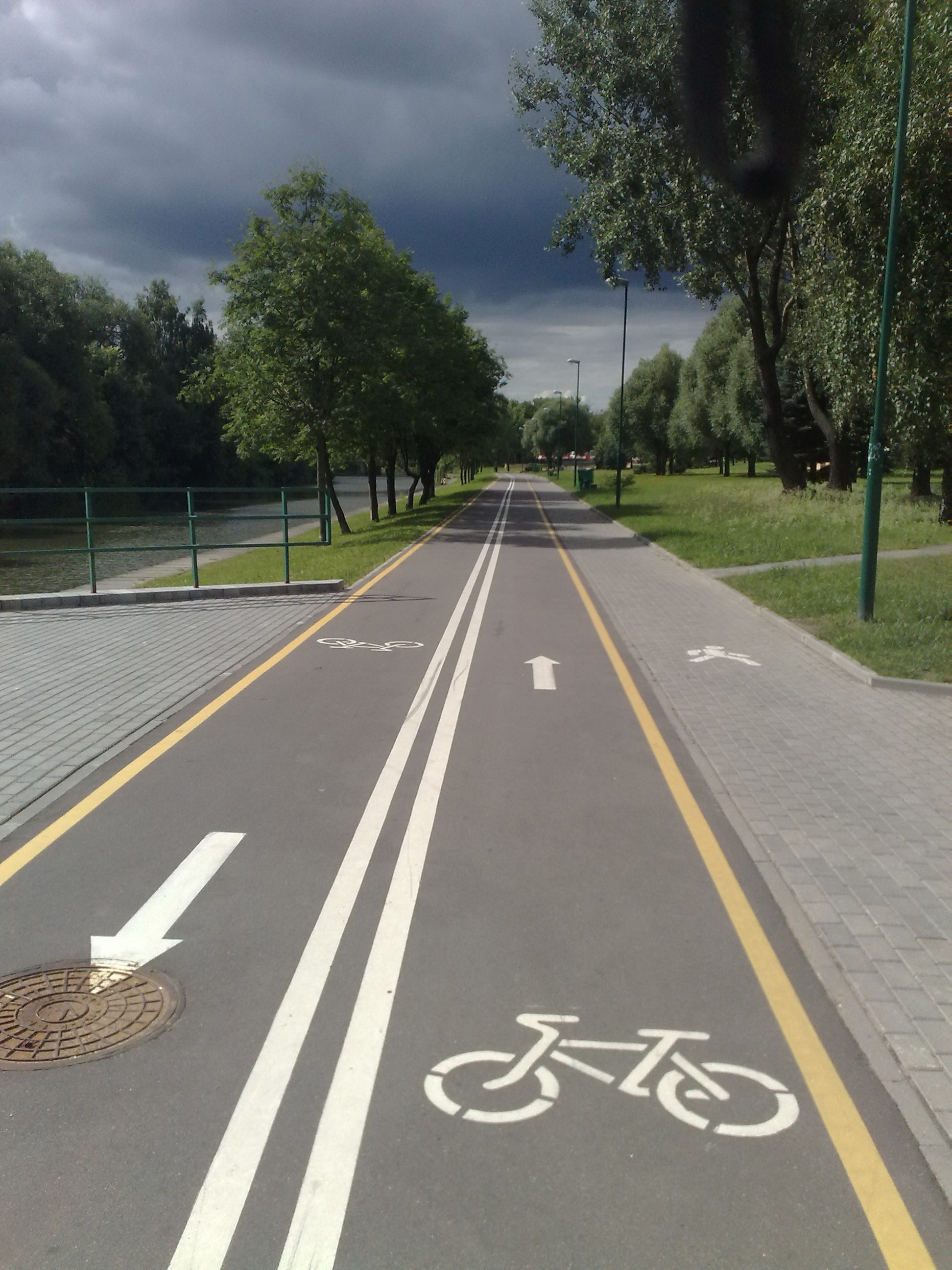
طريق دراجات في مينسك
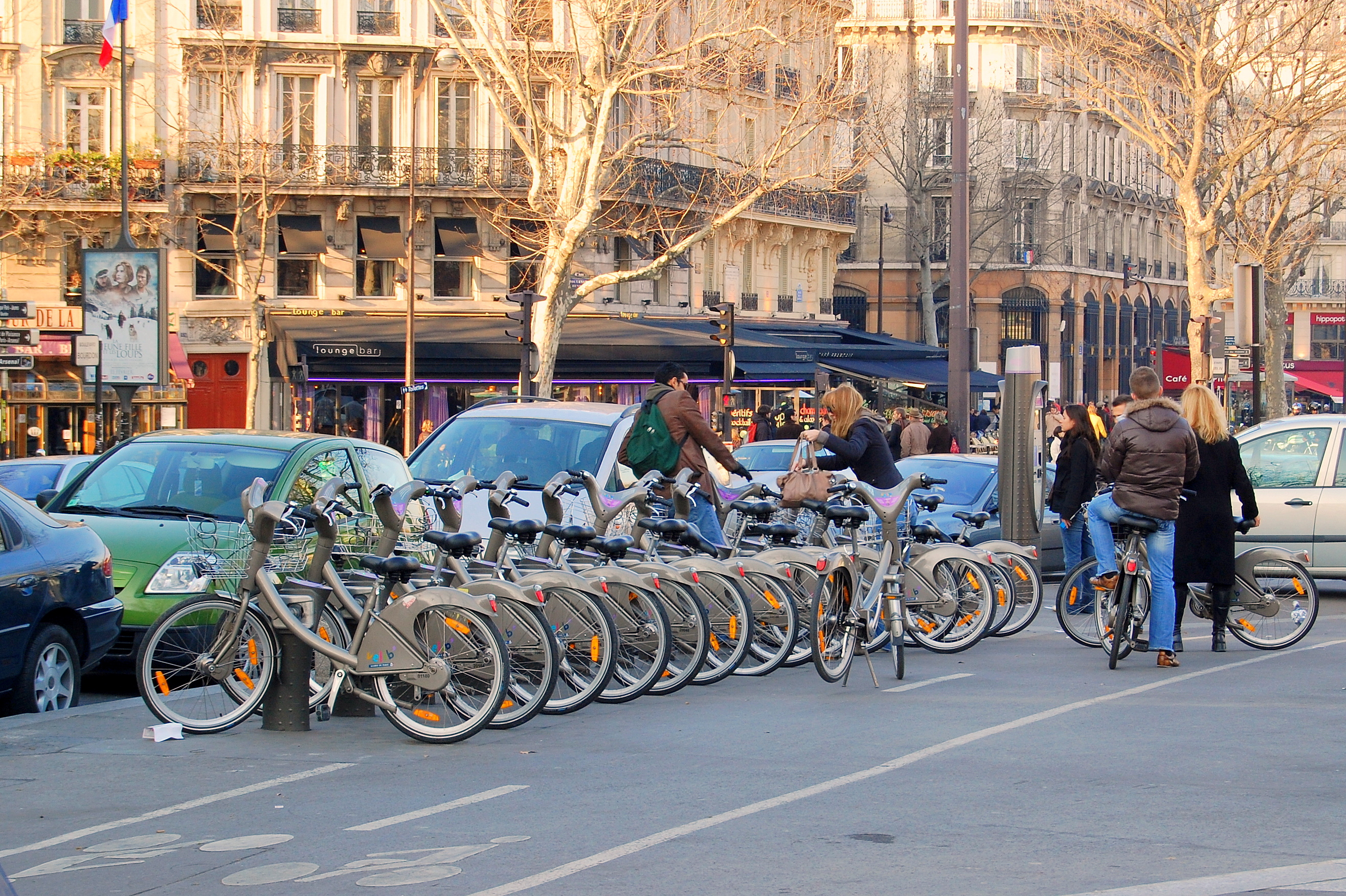
محطة فيليب في باريس ، فرنسا

## روابط خارجية
- كتيبات البنية التحتية للدراجات، خلاصة وافية لأدلة تصميم البنية التحتية والخطط الرئيسية لركوب الدراجات وأدلة الإستراتيجية
- دليل تصميم الدراجات الحضرية من الرابطة الوطنية لمسؤولي النقل في المدينة
- البنية التحتية للدراجات في هولندا فيديو ومدونة تشرح النهج الهولندي لمعالجة سلامة البنية التحتية لركوب الدراجات
- سيكلوسم و أوبنسيكليماب هي خرائط عالمية للبنية التحتية لركوب الدراجات
- مرافق الدراجات هي خريطة العالم وإحصاءات البنية التحتية لركوب الدراجات

قالب:Utility cyclingقالب:Cycling Infrastructure